# Place Stanislas
La place Stanislas est une place appartenant à un ensemble urbain classique situé à Nancy, dans la région historique de la Lorraine, en France, qui est inscrit au patrimoine mondial de l'UNESCO depuis 1983. Voulue par le duc de Lorraine Stanislas Leszczyński, elle est construite entre 1751 et 1755 sous la direction de l'architecte Emmanuel Héré. Son nom et sa statue centrale évoluent au gré des bouleversements de l'histoire de France ; elle porte son nom actuel depuis 1831. Le guide Lonely Planet élit la place Stanislas 4e plus belle place du monde,.
Appelée familièrement par apocope « place Stan », elle est, malgré ses belles proportions (106 mètres sur 124 mètres), de dimension modeste relativement aux 12 hectares du record français de la place des Quinconces à Bordeaux ; à Nancy même, la place de la Carrière ou le cours Léopold, notamment, sont plus étendus. Ce ne sont donc pas ses dimensions qui font l'originalité de la place Stanislas mais son aménagement et son rôle dans l'urbanisme de la cité, reliant deux quartiers autrefois indépendants. L'architecture et les monuments sont plus typiques d'une capitale d'Ancien Régime que d'une simple cité de province. Ainsi la planification urbaine d'une grande cohérence architecturale affirme, lors de sa construction, la persistance du pouvoir du duc de Lorraine, qui bénéficie alors de son indépendance.
La place est élue Monument préféré des Français lors de l'édition 2021 de l'émission Le Monument préféré des Français présentée par Stéphane Bern.

## Situation et accès
La place est située à la limite nord-est du centre-ville. Bien plus qu'une simple place Royale, elle est au centre d'un plan d'urbanisme regroupant les grandes institutions du duché de l'époque tout en faisant l'union, via la place de la Carrière, entre la Ville-Vieille (médiévale) et la Ville-Neuve (transition XVIe - XVIIe siècles).

## Origine du nom
La place porte le nom de Stanislas Leszczynski (1677-1766), roi de Pologne, beau-père de Louis XV, duc de Lorraine et de Bar.

## Historique
Dans le cadre des manœuvres diplomatiques visant à annexer le duché de Lorraine au royaume de France, Stanislas Leszczyński, ancien roi de Pologne et beau-père de Louis XV, avait reçu le duché en viager en 1737.
Le duc Léopold avait entrepris la reconstruction de la Lorraine, ravagée par les guerres du siècle passé. Il s'était entouré d'architectes et d'artistes comme Germain Boffrand qui formera Emmanuel Héré, la famille Mique, Barthélemy Guibal, Lamour... Stanislas trouve donc une équipe d'artistes de grand talent à son arrivée. Important l'art baroque d'Europe centrale, il insuffle une innovation de style en Lorraine qui servira d'inspiration pour des réalisations ailleurs en France.
Cette belle place a été nommée « place entre les Deux Villes », « place devant l'hôpital Saint-Julien », puis en 1755 « place Royale », en 1792 : « place du Peuple », en 1804 : « place Napoléon », en 1814 : « place Royale », en 1831 : « place Stanislas », en 1848 : « place du Peuple » et depuis 1851 « place Stanislas ».

### Le site
Au milieu du XVIIe siècle, une vaste esplanade sépare la Ville-Vieille et la Ville-Neuve construite par Charles III en 1588. Si les fortifications de la Ville-Neuve avaient déjà été remplacées par un simple mur d'octroi, la communication restait difficile entre les deux villes. En effet en 1725-1729, le roi de France avait interdit au duc Léopold d'abattre les remparts de la Ville-Vieille et la Porte Royale, ouverte au XVIIe siècle, formait un véritable goulot d'étranglement. En août 1746, l'accès par la porte avait été néanmoins sensiblement amélioré en remplaçant par une chaussée le pont qui franchissait le fossé.
D'un côté de la porte se trouvait la place de la Carrière, espace créé au XVIe siècle pour les joutes et tournois. Elle était bordée de maisons sans cohérence architecturale, mais aussi de bâtiments de valeur comme l'hôtel de Beauvau-Craon édifié par Germain Boffrand. De l'autre côté se trouvait une sorte de terrain vague, avec quelques habitations gagnées sur la zone des anciennes fortifications. Avant le règne du duc Léopold, ce lieu servait à l'exposition des condamnés au pilori.
De chaque côté de la porte s'étendait une courtine reliant les bastions d'Haussonville et de Vaudémont. À l'emplacement de l'actuelle place Vaudémont se trouvait le bastion d'Haussonville et le bastion de Vaudémont était donc celui situé à l'entrée du parc de la Pépinière.

### Projets
C'est en 1751 que Stanislas convoque à Lunéville Nicolas Durival, lieutenant de police de Nancy, pour lui annoncer son projet de construire une nouvelle place.
Destinée à honorer son gendre, le roi Louis XV de France, elle vise d'une part à habituer les Lorrains à leur futur souverain et d'autre part à s'attirer les faveurs du monarque.
Alors que les places royales sont traditionnellement des lieux à l'écart de la foule, comme l'exemple parisien de la place des Vosges, le projet de Stanislas est de rassembler les services administratifs de la cité, ainsi que des lieux de divertissement, au croisement de deux axes majeurs. Au front nord de la Ville-Neuve, deux rues parfaitement alignées suivant un axe est-ouest conduisent à la place. À l'extrémité de chacune d'elles, deux portes sont construites : la porte Saint-Stanislas et la porte Sainte-Catherine. L'axe nord-sud s'étend du Palais ducal au nouvel hôtel de ville à travers l'arc de triomphe.
Lors de la guerre de Succession d'Autriche, les environs de Nancy furent militairement menacés en 1743 et 1744. Le projet d'ouvrir un passage à hauteur de la Porte de France se heurta donc aux oppositions du maréchal de Belle-Isle, responsable militaire des Trois-Évêchés, et de Marc Pierre de Voyer de Paulmy d'Argenson, secrétaire d'État à la Guerre, qui souhaitaient que Nancy reste une ville fortifiée.
Face à ces difficultés, Stanislas envisage de changer de lieu et de restructurer la place du Marché dans la Ville-Neuve, en détruisant notamment l'hôtel de ville qui se situe alors face à l'église Saint-Sébastien. Ce sont cette fois les commerçants du quartier qui rejettent le projet.
Il arrive finalement à un compromis pour le site qui jouxte la Porte de France, en s'engageant à conserver intacts une grande partie des fortifications et le fossé. La nécessité de les masquer influencera l'architecture de la place. Stanislas prend cependant l'initiative de faire détruire une grande partie du bastion d'Haussonville, bien que le projet initial prévoie de le conserver.
Stanislas éprouve des difficultés à concéder les terrains aux bourgeois de ce qui n'est encore qu'une modeste bourgade de 25 000 habitants et il doit intégralement financer les façades des édifices. Il engage ainsi de nombreuses dépenses : 498 774 livres pour l'hôtel de ville, 272 791 livres pour le collège de médecine, 161 453 livres pour la statue centrale, 140 420 livres pour les basses-faces, 132 430 livres pour l'hôtel des fermes et 15 800 livres pour l'arc de triomphe.

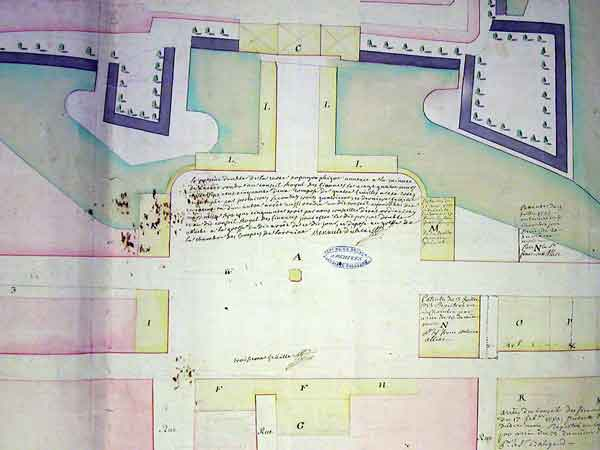
Les anciennes fortifications.
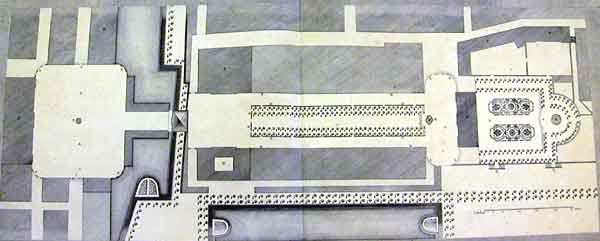
Projet des places Royale et de la Carrière.
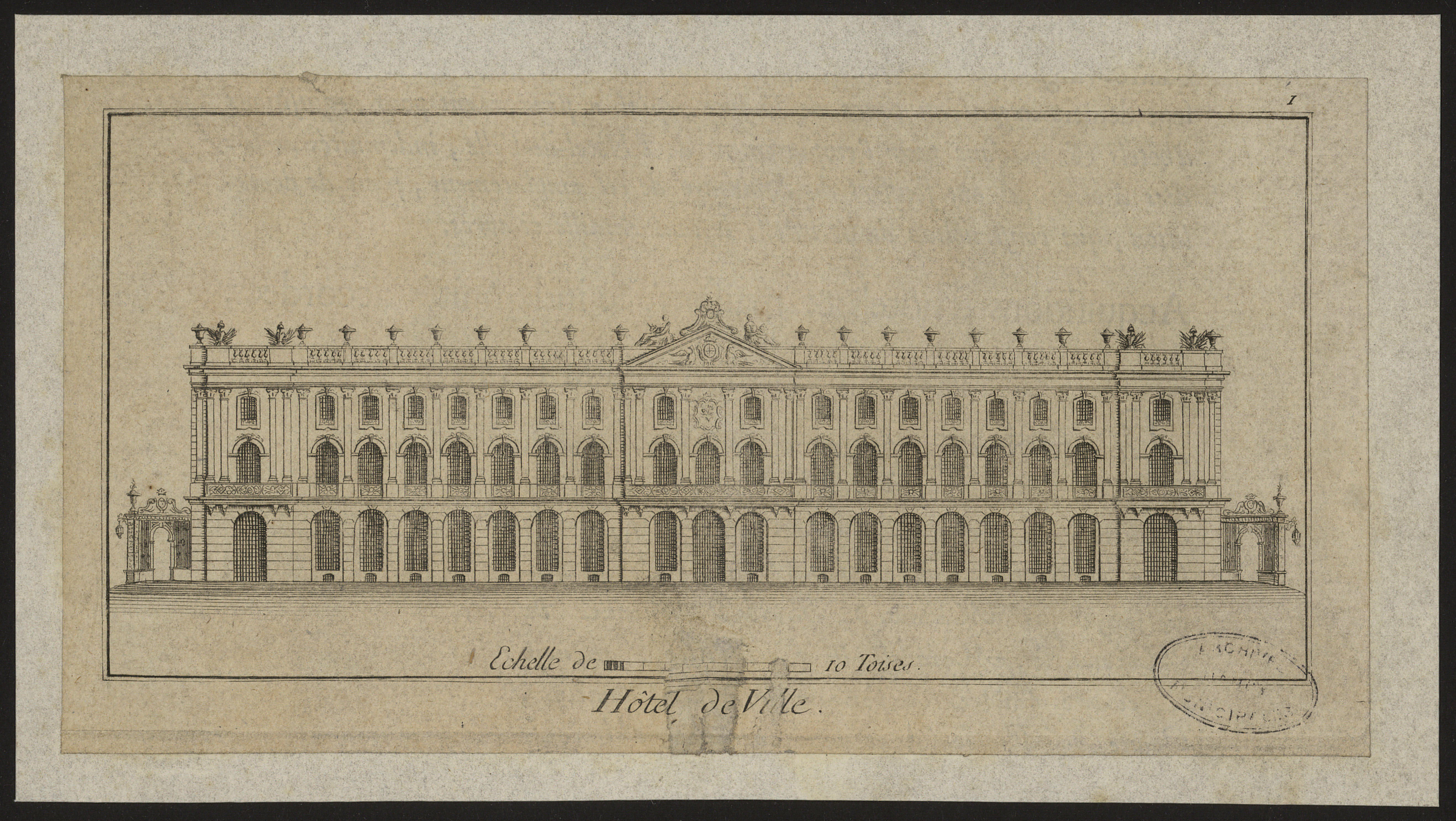
Projet de façade de l'hôtel de ville tracé par Emmanuel Héré.
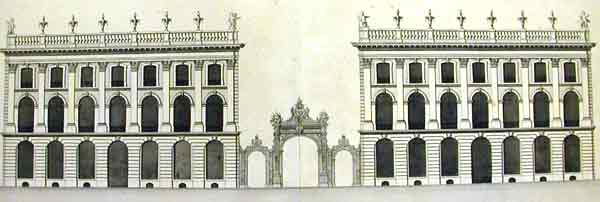
Façade initiale des pavillons latéraux et projet de grille.

### Le chantier
Dans un premier temps le projet est confié à Jean-Nicolas Jennesson, mais son style étant jugé trop classique, il est remplacé par Héré.
Le 18 mars 1752, François Maximilien Ossolinski pose officiellement la première pierre du premier édifice, le pavillon Jacquet. Le chantier qui nécessite la présence de 400 ouvriers simultanément ne dure que trois ans et demi.

La place est recouverte de pavés de couleur rouge avec des lignes de pavés noirs autour de la statue, le long des trottoirs et en diagonale.

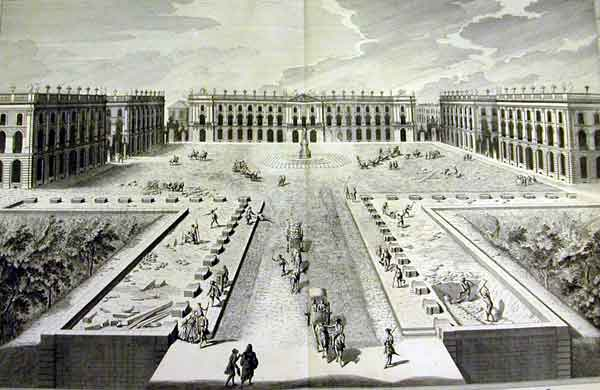
Pendant les travaux.

C'est le 26 novembre 1755 qu'a lieu l'inauguration solennelle de la place. Stanislas veut frapper les esprits par le faste des célébrations. Le 22 novembre 1755, il quitte Lunéville et s'installe au château de la Malgrange. Le 25 novembre il assiste à une messe à la Primatiale en présence des corps constitués. Nancy est envahi par une foule de Lorrains et d'étrangers venus assister à l'événement.
Le matin du 26, Stanislas assiste à une messe à Bonsecours. Vers midi, il entre à Nancy, en cortège de sept carrosses accompagnés de pages à cheval, par la porte Saint-Nicolas ; les honneurs lui sont rendus par les régiments de garde et des tirs d'artillerie. Le lieutenant de police Thibault de Montbois accueille le duc Stanislas et Chaumont de La Galaizière sur la place. Ils se rendent au balcon de l'hôtel de ville où ils assistent à la cérémonie pendant laquelle Guibal et Cyfflé dévoilent au public la statue royale. Alors qu'ils quittent le balcon, un morceau de plâtre se détache d'une corniche. Craignant un attentat, la garde donne l'alerte. S'ensuit un moment de panique vite maîtrisé. Vers 15 heures, ils assistent au théâtre à une représentation donnée par la troupe de Lunéville d'une pièce de Charles Palissot de Montenoy, Le Cercle ou les Originaux. Cette farce, qui tourne en dérision Jean-Jacques Rousseau, fera scandale dans les cercles philosophiques. Après la pièce, un bal est donné dans la grande salle de l'hôtel de ville. Une fois la nuit tombée, des tonneaux de vin sont disposés devant les fontaines de la place à disposition du peuple qui vient gaiement y boire. Pendant ce temps, rue Saint-Dizier, deux cents opposants manifestent devant un buste du duc Léopold. Le feu d'artifice qui devait clore la fête sera reporté à cause de la pluie.

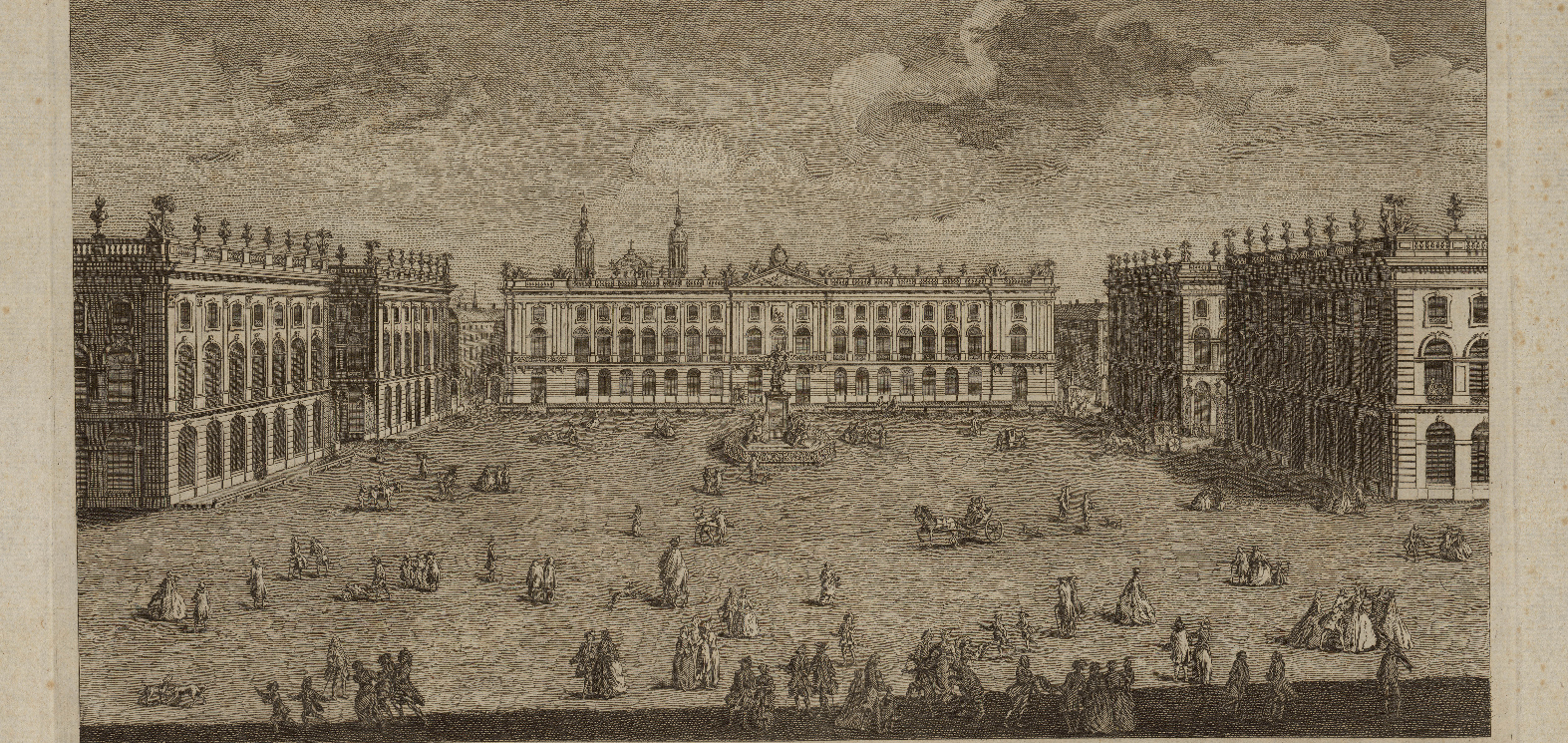
Gravure au burin représentant la place royale de Nancy par Dominique Collin.

L'état de la place à la fin des travaux nous est connue grâce aux nombreuses gravures réalisées par Dominique Collin, graveur ordinaire du roi Stanislas. Il propose plusieurs vues de la place, mais aussi des monuments et de leurs détails, comme la statue de Louis XV, les pavillons ou encore les grilles de Jean Lamour. Les vues ayant été réalisées avec plusieurs années d'intervalle, il est possible de suivre l'évolution du lieu au XVIIIe siècle. 

### Modifications ultérieures
En 1759, Stanislas fait don de la place Royale, ainsi que de la place de la Carrière et de la Pépinière, à la municipalité de Nancy.
Le 26 avril 1792, sur proposition du maire Adrien Duquesnoy, elle est renommée place du Peuple. En septembre 1792, le même Duquesnoy fait descendre la statue de Louis XV, qui sera conduite à Metz en janvier 1793 pour y être fondue et utilisée à des fins militaires. La place devient ensuite place Napoléon sous l'Empire, puis est renommée place Royale le 2 mai 1814 à la Restauration.
Dès la fin du XVIIIe siècle, les pavés sont tellement dégradés qu'ils doivent être entièrement retirés. Au XIXe siècle, une chaussée pavée fera le tour de la place, le centre restant en terre battue.
Le 14 janvier 1813, un régiment de cosaques entre dans la ville et bivouaque sur la place sans occasionner de dégâts.
En 1831, une nouvelle statue de Stanislas est inaugurée et la place prend son nom définitif de place Stanislas.
Les huit premiers réverbères, encadrés de bornes, sont installés en 1836, aux angles de la place et au pied de l'arc de triomphe. Ils adoptent un style néoclassique et sont fournis par les fonderies Muel de Tusey. On en ajoute bientôt quatre autres, au milieu des côtés. C'est à la même époque qu'on dispose des lanternes accrochées par des consoles en fer forgé aux façades. En 1857, on complète par de nouveaux réverbères et des bornes sur la périphérie.
Durant les années 1861 et 1862, les trottoirs sont élargis.
En 1958, le sol de la place est nivelé pour le rendre horizontal. Les marches qui supportent la statue sont modifiées pour les adapter à la nouvelle configuration du terrain et les grilles qui les entouraient sont supprimées. Le sol est recouvert de pavés mosaïques (8-10 centimètres) et de dalles gris terne, la périphérie et les trottoirs sont bitumés. L'opération est un échec sur le plan esthétique. Ouverte au stationnement, la place dispose de 600 emplacements de parking.
En 1983, le stationnement automobile est interdit.

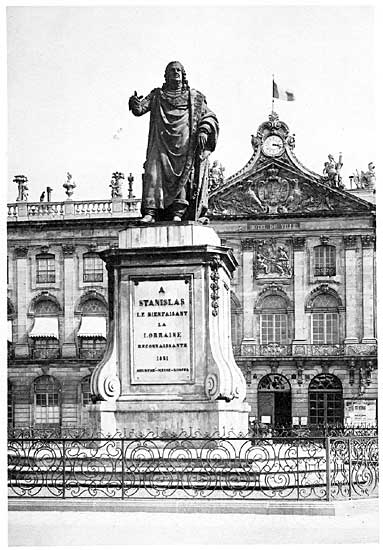
Statue de Stanislas vers 1896.
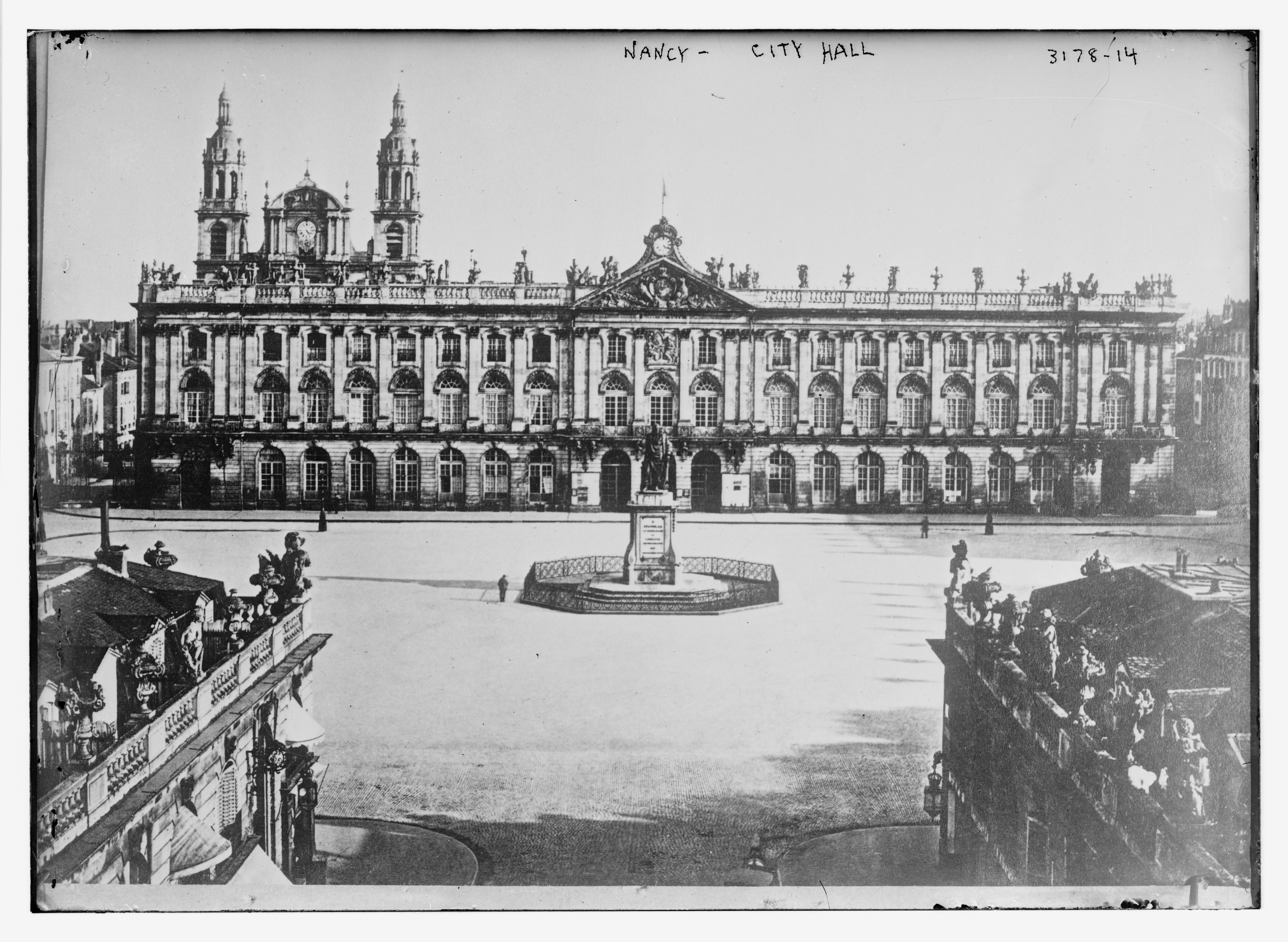
Place Stanislas en 1910.
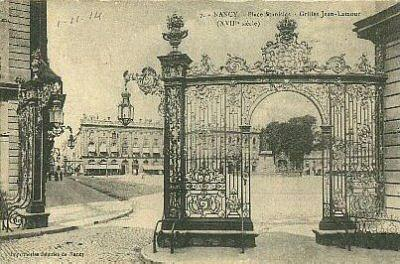
Place Stanislas en 1914.

### Restauration pour le250eanniversaire
De grands travaux de rénovation furent planifiés pour le 250e anniversaire de l'inauguration de la place.
L'architecte en chef des monuments historiques, Pierre-Yves Caillault, et l'archéologue René Elter furent chargés de réhabiliter la place dans sa configuration d'origine en se fondant sur un tableau anonyme situé au château de Pange en Moselle (Tableau dit « de Pange », retrouvé en 2003). Ce tableau représente la place originelle entourée de ses lices de bois, ainsi que les deux diagonales de dalles sombres. Le cahier de dépenses du chantier de 1751, eux aussi redécouverts, permirent d'apporter également des éléments indispensables à la restauration.
Cette rénovation a inclus la piétonnisation de la place et le renouvellement des sols par un pavement ocre clair avec deux diagonales de pavés noirs, comme à l'époque de Stanislas. Elle a aussi été l'occasion de repenser l'éclairage, de restaurer les façades des édifices donnant sur la place et dans les rues adjacentes, de redorer les grilles, d'élargir les trottoirs et de les border de lices. Les travaux durèrent deux ans et occasionnèrent de grosses modifications du plan de circulation automobile. Le budget de 8 millions d'euros a été financé par la ville de Nancy, l'État (10 %), le conseil régional (28 %) et le conseil général (10 %).
Près d'un tiers des anciens pavés datant de 1958 ont été vendus au prix d'un euro l'unité au profit de l'Unicef, de l'Association française contre les myopathies et de Médecins du monde.
La rénovation donne lieu toute l'année à de nombreuses festivités : Nancy 2005, le Temps des lumières. Le 19 mai a lieu l'inauguration en présence de Jacques Chirac, Gerhard Schröder et Aleksander Kwasniewski, à l'occasion d'un sommet du Triangle de Weimar.
Lors de cette rénovation, une boîte destinée aux générations futures est enfouie sous la place le 15 avril 2005. La position de cette capsule temporelle est signalée par une étoile gravée (le pavé « étoilé »), à quelques mètres face à Stanislas.

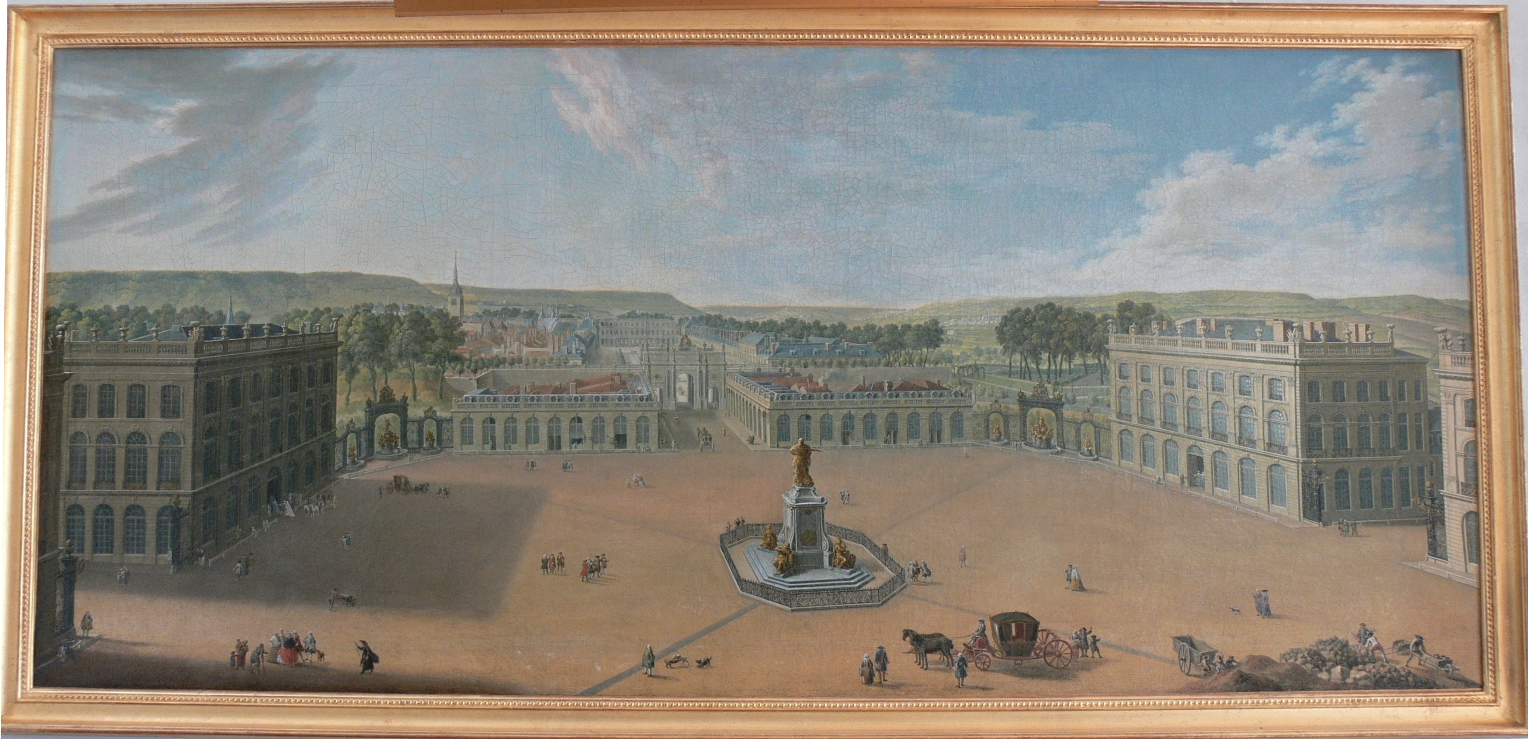
Tableau dit « de Pange » - Anonyme, vers 1760 (huile sur toile).

## Bâtiments remarquables et lieux de mémoire
La configuration des lieux respecte l'ordonnance de l’architecture classique héritée de Mansart. On y retrouve des bâtiments à étages et façades régulières par exemple sur les places Vendôme ou de la Concorde à Paris ou encore la place Gambetta de Bordeaux. Cependant certains caractères architecturaux, relevant d'un répertoire baroque voire rococo (notamment pour l'arc Héré), tempèrent cet aspect général classique, en faisant un ensemble étonnamment syncrétique.
L'architecte en est Emmanuel Héré. Elle est entourée de six grilles monumentales en fer forgé rehaussées de feuilles d'or, signées par Jean Lamour. En son centre est située la statue en pied de Stanislas, en lieu et place de celle de Louis XV qui y a trôné de 1755 jusqu'à sa destruction lors de la Révolution française. La statue actuelle date de 1831 et fait suite à une souscription des départements de la Meuse, de la Meurthe et des Vosges. Un arc de triomphe en l'honneur de Louis XV sépare la place de Stanislas de la place de la Carrière.
Les pavillons de la place sont répartis ainsi :
- l'hôtel de ville, le plus impressionnant des bâtiments ;
- les quatre grands pavillons : le grand hôtel de la Reine, le pavillon Jacquet, l'Opéra-théâtre (ancien hôtel des fermes puis évêché) et le Musée des beaux-arts (ancienne Académie de médecine) ;
- deux petits pavillons, moins hauts qui ouvrent la perspective, depuis l'hôtel de ville, sur l'arc de triomphe et la place de la Carrière.

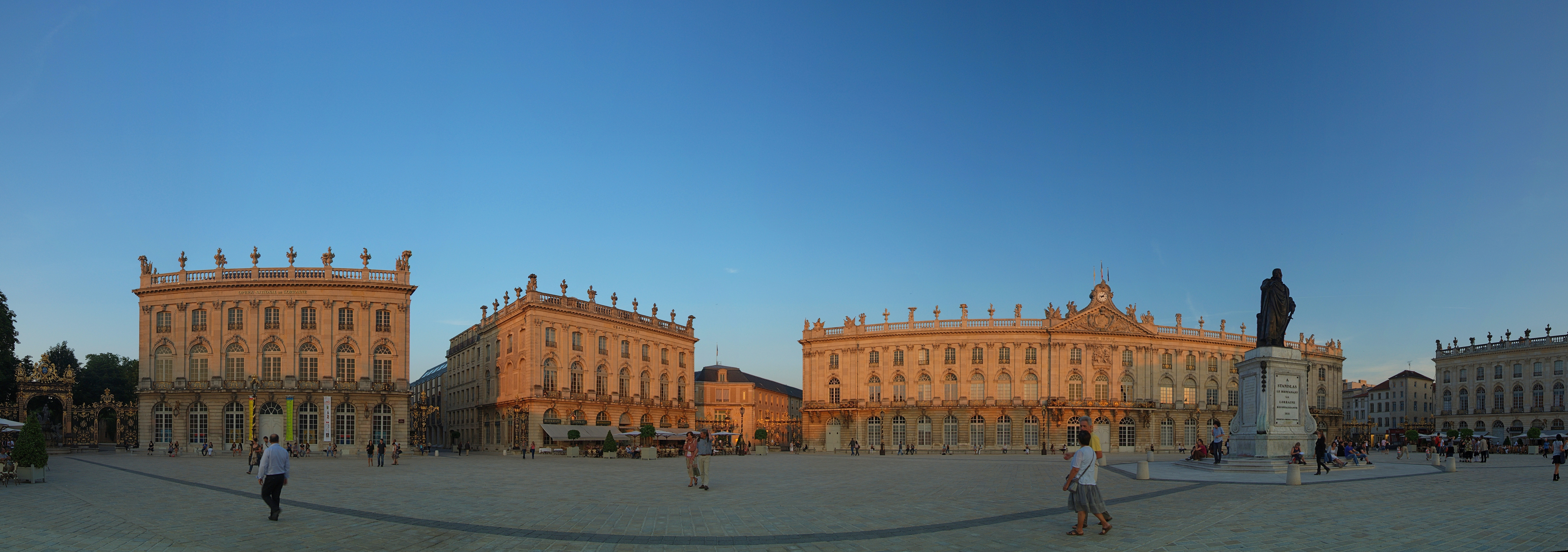
Panorama en 2010 après sa rénovation.

### Bâtiments
Les bâtiments qui ceinturent la place ont tous été créés par Emmanuel Héré.
L'architecture classique présente un style d'ordre corinthien. Les façades sont ornées d'agrafe et de balcons. Elles sont surmontées d'une balustrade servant de support à des sculptures d'enfants et de pots à feu.
Le rez-de-chaussée, percé d'ouvertures en plein cintre, est séparé des étages par un bandeau mouluré.
Les bâtiments possédaient initialement un toit-terrasse mais ceux-ci ont dû être modifiés à l'époque de la Révolution pour s'adapter au climat local.

#### Hôtel de ville
C'est le plus grand des bâtiments. D'une longueur de 98 mètres, il occupe tout le côté sud de la place. Également nommé palais de Stanislas, et pendant longtemps « Maison Commune », il sert de mairie depuis sa construction.
Il a été construit de 1752 à 1755, à la place des hôtels de Gerbéviller et de Juvrécourt qui durent être détruits. Puis l'hôtel de Rouerke, un hôtel particulier voisin, a été démoli en 1890 pour lui permettre de s'agrandir.
Trois avant-corps, au centre et à chacune des extrémités, brisent la monotonie. Le fronton est orné des armes de Stanislas et du blason de la ville de Nancy. L'horloge centrale est encadrée de deux statues allégories de la justice et de la prudence. Plus bas, un bas-relief montre une jeune fille tenant un chardon, symbole de la ville depuis la victoire sur Charles le Téméraire. La rambarde du balcon reproduit les armoiries de la famille Leszczynski.
L'intérieur a été réaménagé au fil des ans et seuls subsistent le vestibule, l'escalier et le salon carré du bâtiment d'origine.
L'entrée se fait par un vestibule à deux rangs de colonnes. Il abrite un escalier à deux courbures fait par Lamour, la cage et le plafond ont été peints par Jean Girardet. Le décor est inspiré des peintres italiens et allemands, il représente un bosquet et une architecture en trompe-l'œil qui semble la continuité naturelle de l'escalier. Au niveau du rez-de-chaussée, deux portails en trompe-l'œil situés de chaque côté de la volée font entrevoir un décor reproduisant l'hémicycle encadrant le Palais du Gouvernement à l'extrémité nord de la place de la Carrière. Le mur du fond a été percé au XIXe siècle lors de l'installation d'un musée dans le bâtiment, depuis la fresque a été restituée dans son état initial. Au rez-de-chaussée se trouvaient également des bureaux et la salle des Redoutes où l'on donnait des bals.
Au premier étage, l'escalier débouche sur le salon carré, qui hébergeait autrefois l'Académie de Stanislas. Il est habillé de panneaux encadrés de pilastres de stuc dans un style corinthien. Les panneaux sont surmontés par des fenêtres s'ouvrant sur un balcon et des fresques. Quatre peintures murales de Girardet évoquent les œuvres de Stanislas : Apollon pour la création de société des sciences et belles-lettres, Jupiter pour la justice, Esculape pour le collège de Médecine et Mercure pour le soutien au commerçants. Au plafond, Stanislas a été représenté conduisant le char d'Apollon. Le salon carré servait autrefois d'antichambre aux appartements royaux. Ils ont été transformés en Grand Salon en 1866 pour le centième anniversaire du rattachement de la Lorraine à la France. Celui-ci est décoré de peintures de Émile Friant, Aimé Morot et Victor Prouvé.
Le bâtiment a été classé aux monuments historiques par arrêté du 12 juillet 1886.

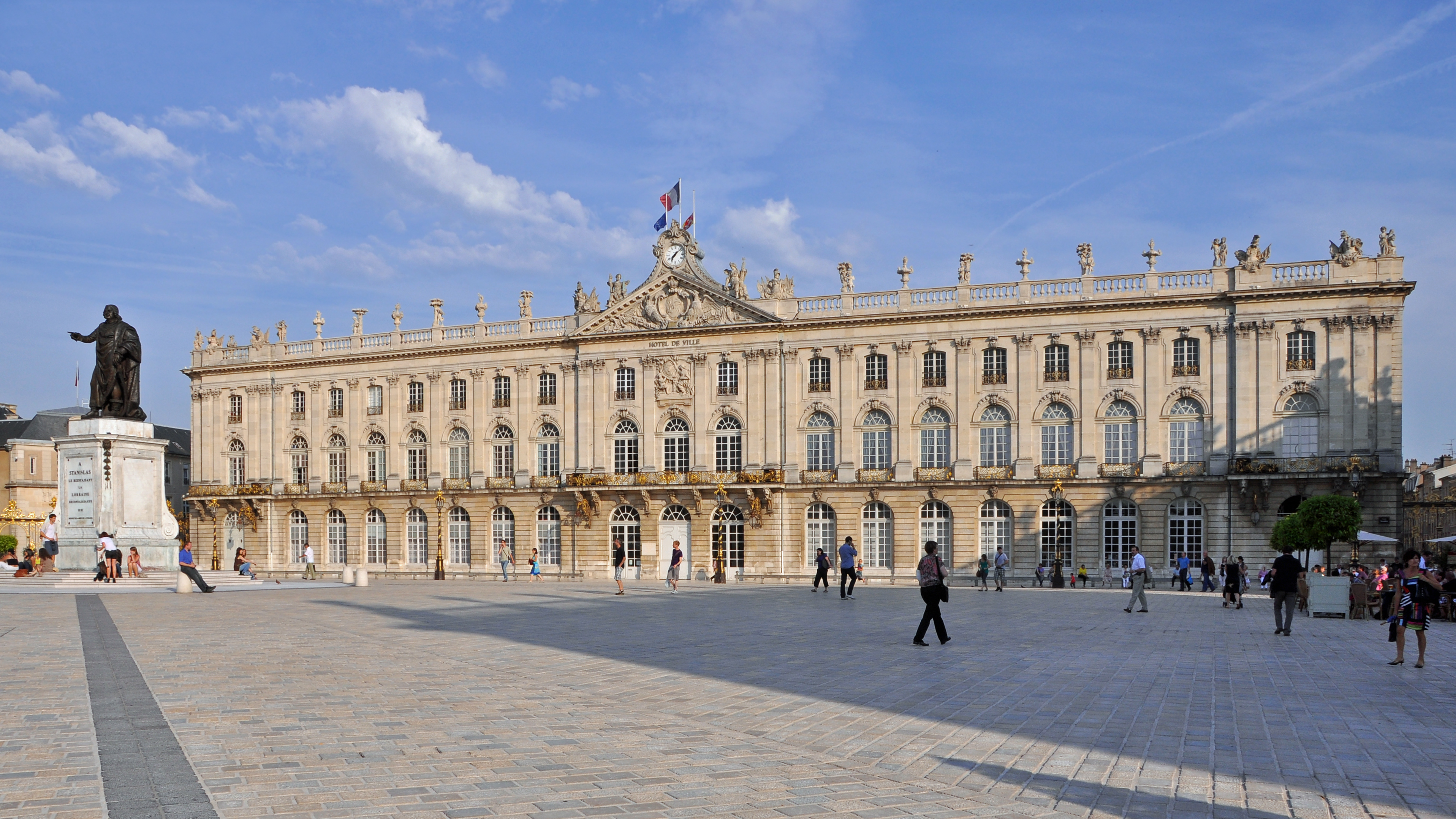
Hôtel de ville en 2011.
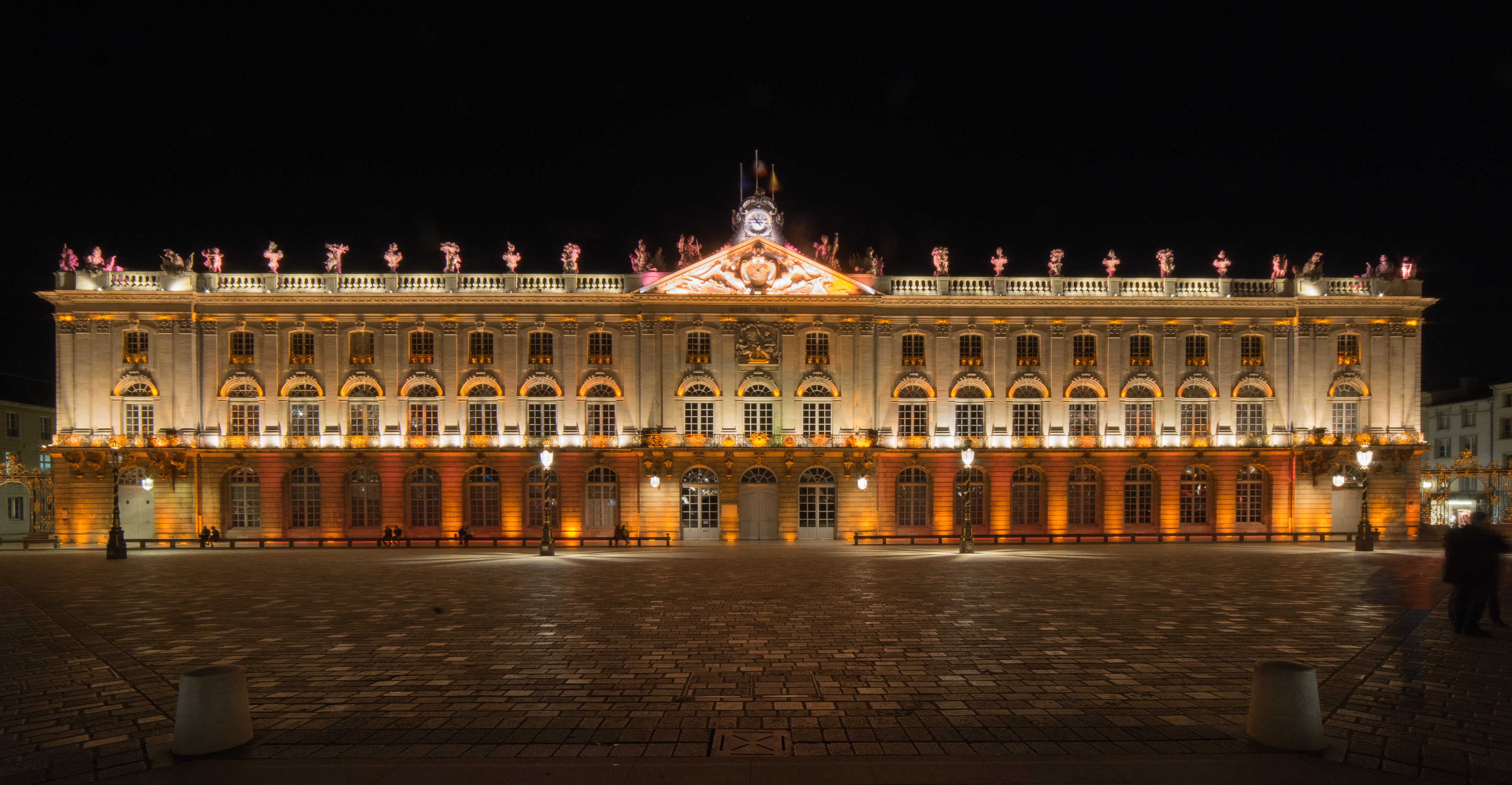
Hôtel de ville de nuit en 2018.
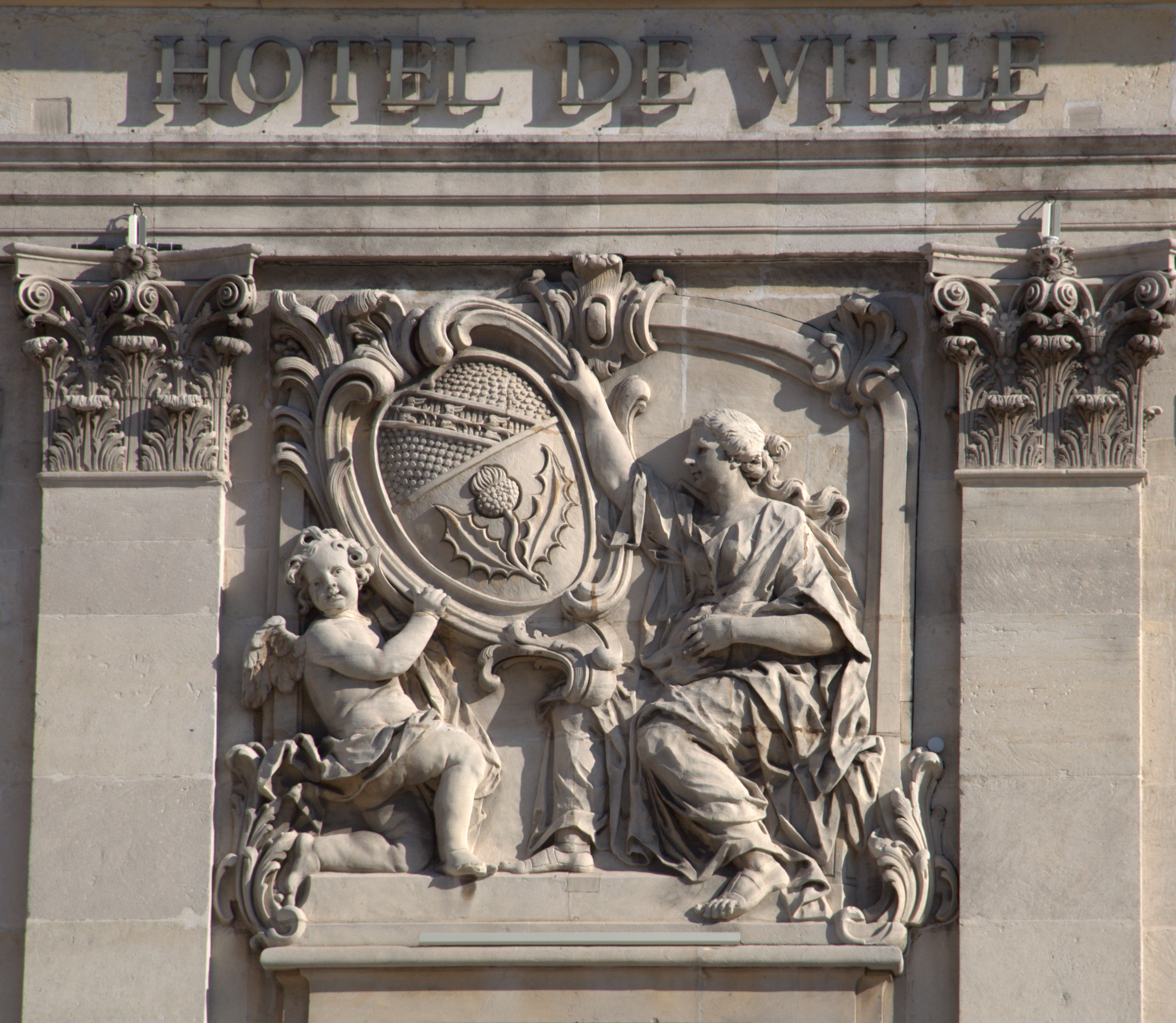
Armoiries de Nancy sur l'avant-corps central de l'hôtel de ville.
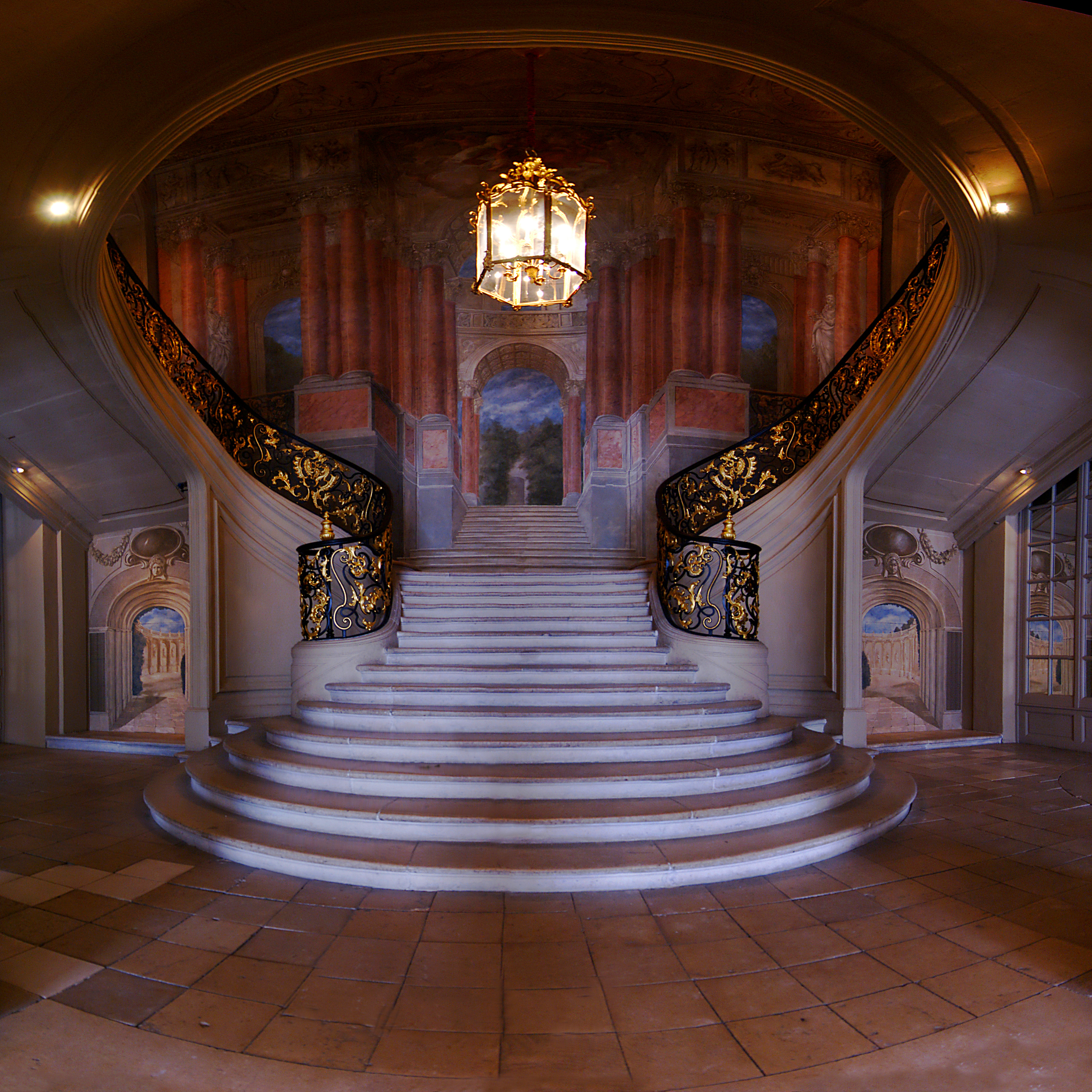
Grand escalier de l'hôtel de ville.
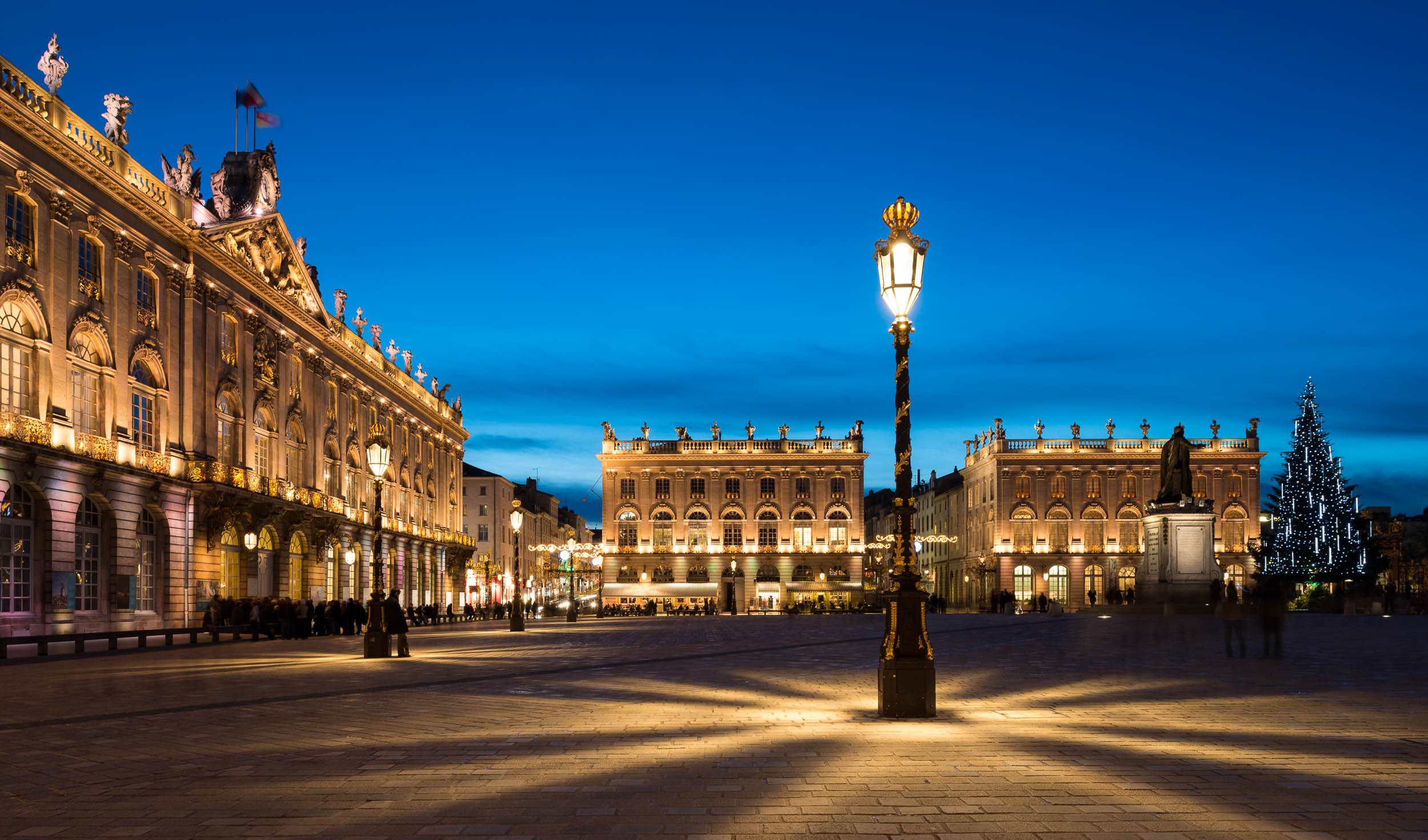
Candélabre et hôtel de ville (à gauche) de nuit.

#### Hôtel de la Reine
Ce bâtiment est situé sur le côté droit de l'hôtel de ville, au no 2 place Stanislas.
Autrefois pavillon de l'Intendant Alliot, du nom de François-Antoine-Pierre Alliot, conseiller aulique et intendant de Stanislas. Ensuite nommé hôtel de l'Intendance, il hébergea l'administration départementale et la préfecture jusqu'à son transfert en 1824 au palais du Gouverneur situé place de la Carrière.
Il a également abrité une école de musique. Marie-Antoinette s'y serait rendue en 1769 pour y écouter des poésies de Nicolas Gilbert, ce qui inspira le nom actuel de l'établissement. Il devint en 1814 la résidence de l'empereur de Russie.
La façade et la toiture ont été classées aux monuments historiques par arrêté du 18 septembre 1929.
On y trouve aujourd'hui le Grand hôtel de la Reine, un hôtel de luxe en cours d'extension et un restaurant.

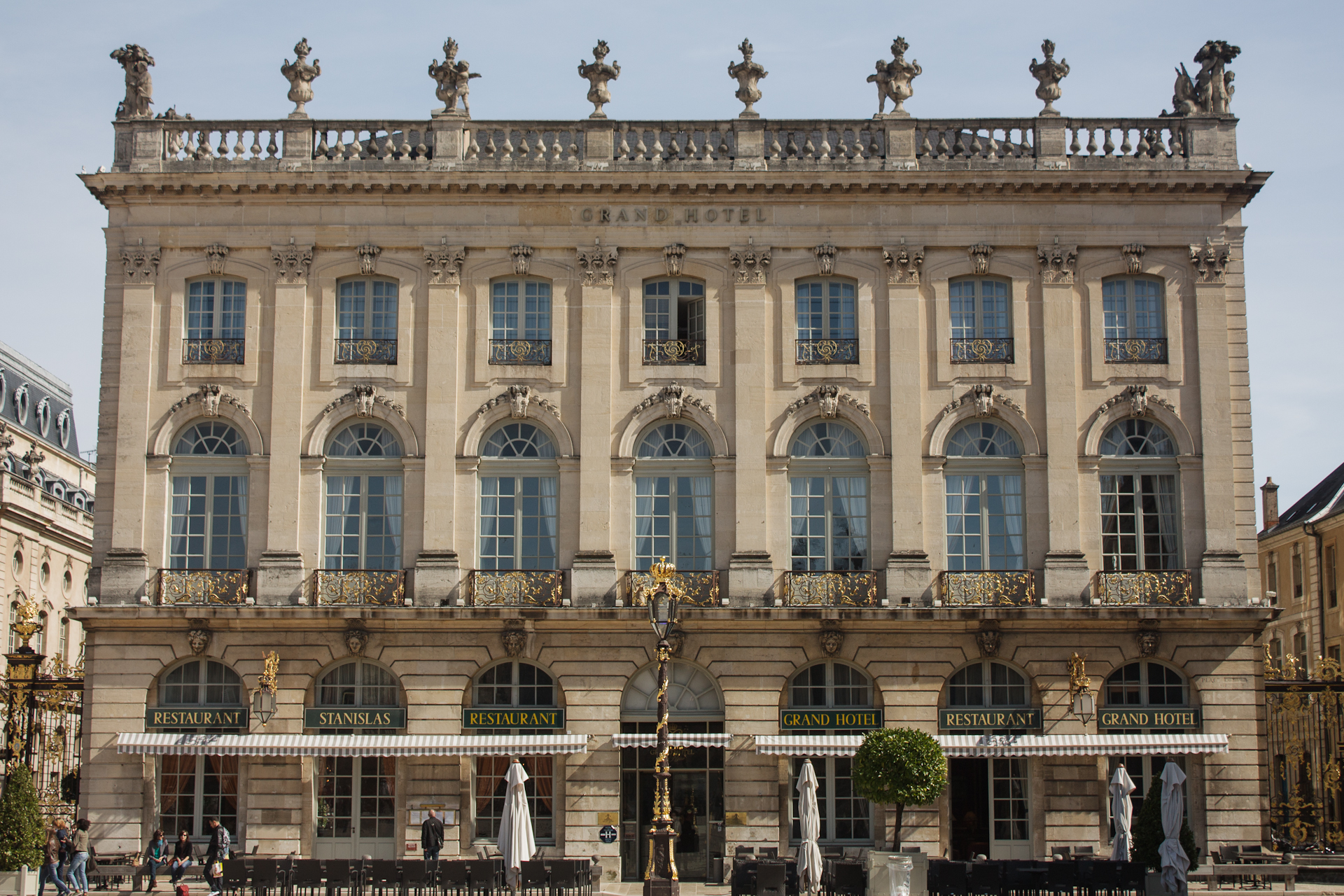
Grand hôtel de la Reine en 2012.
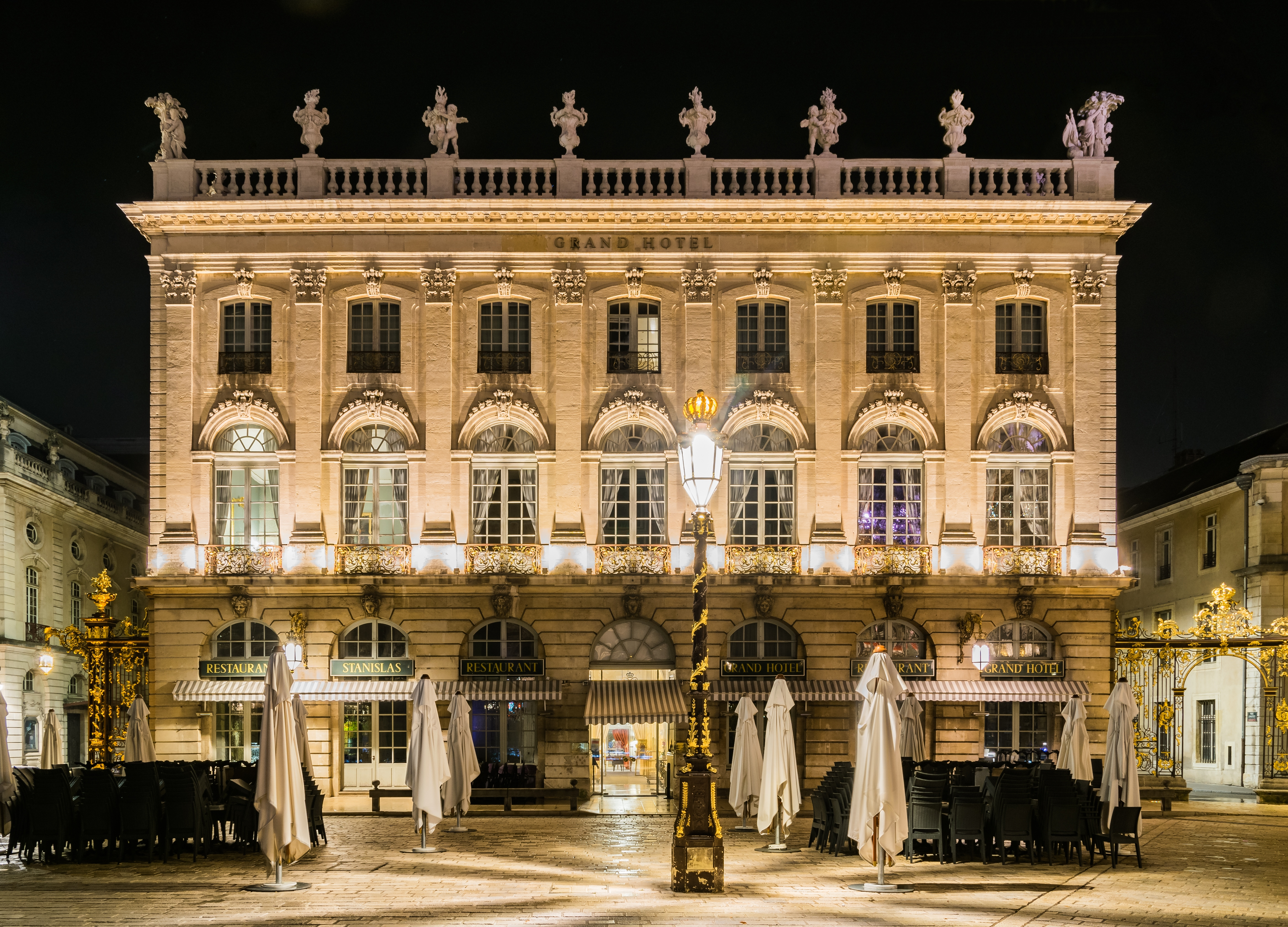
Grand hôtel de la Reine de nuit en 2018

#### Opéra-théâtre
Au no 4 place Stanislas, le pavillon situé près de la fontaine Amphitrite abrite l'Opéra national de Lorraine. Il a été érigé en 1753 par Jean-François de La Borde. Autrefois hôtel des fermes, il a été vendu comme bien national en 1798. Il abrite l'évêché de 1802 (décret de messidor an VIII) à 1906. La même année, le Théâtre de la Comédie, situé de l'autre côté de la place dans l'actuel pavillon du Musée des beaux-arts est détruit dans un incendie. Un concours d'architecte couronne Joseph Hornecker pour un projet inspiré du théâtre à l’italienne. L'État prend possession du bâtiment en 1909 et les travaux sont lancés. Le 14 octobre 1919, l'inauguration donne lieu à une représentation du Sigurd d'Ernest Reyer. L'architecture en béton est masquée derrière un décor inspiré de l'Opéra Garnier.
L'immeuble a été classé aux monuments historiques par arrêté du 26 décembre 1923.
En 1995, des travaux de restauration sont mis en œuvre sous la direction de Thierry Algrain.

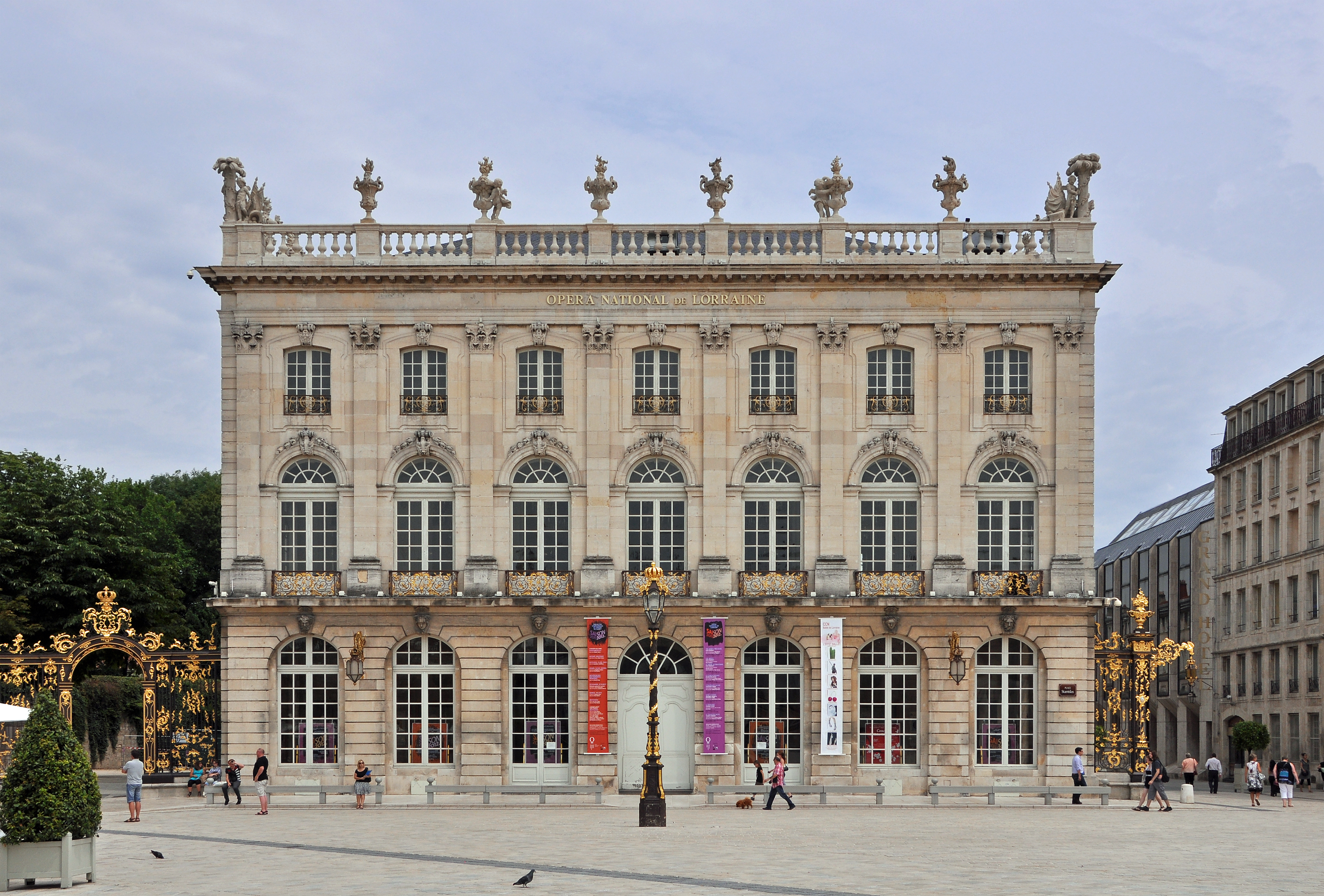
L'opéra-théâtre en 2011.
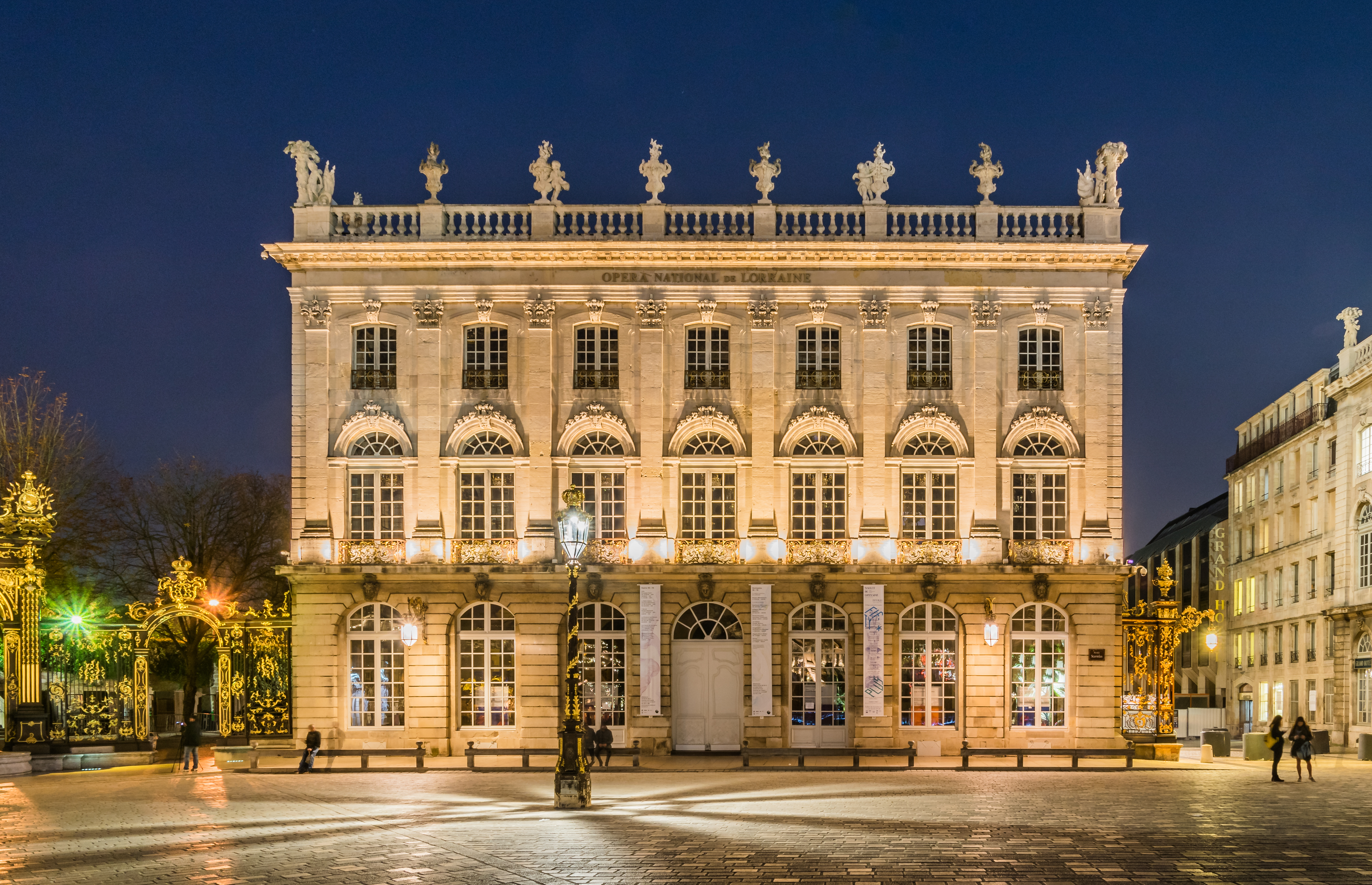
L'opéra-théâtre de nuit en 2018.

#### Pavillon Jacquet
Bâtiment initialement alloué à un bourgeois de Nancy qui possédait la parcelle, il est demeuré ensuite une propriété privée. Il est vendu comme bien national à la Révolution. Au XIXe siècle, il est occupé par un magasin de modes : Soyer, Navarre et Cie. La ville de Nancy en est aujourd'hui propriétaire, à la faveur d'un droit de préemption exercé dans les années 1950, lors de la cession de l'immeuble.
Situé au no 1 place Stanislas, le rez-de-chaussée abrite des locaux commerciaux. 
Il héberge aujourd'hui deux brasseries : le Foy et le Commerce, séparés par un bureau de tabac. De nombreux services municipaux occupent les étages. Les derniers étages sont occupés par l'agence d'architecture André, Jean-Luc André étant le petit-fils d'Émile André, célèbre architecte de l'École de Nancy et locataire du lieu dès 1901 ; et par le directeur du Musée des beaux-arts voisin, par l’intermédiaire d'un appartement de service aménagé au début des années 1980.
Sur la façade à l'angle de la rue Gambetta se trouve une méridienne,,, variante de cadran solaire qui indique midi. Elle est l'œuvre de l'horloger de Stanislas, Michel Ransonnet et date de 1758.
La façade et la toiture ont été classées aux monuments historiques par arrêté du 25 juin 1929.

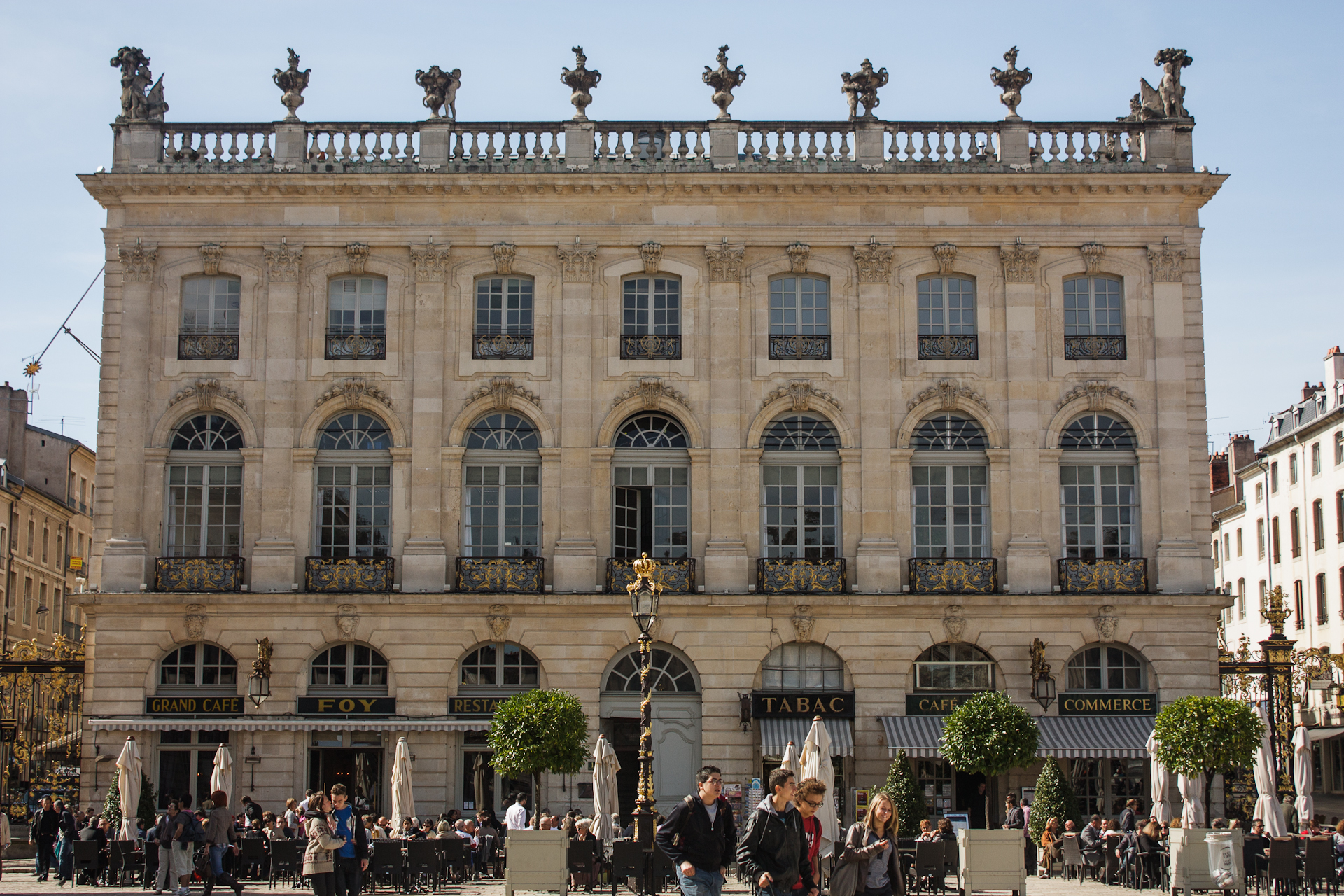
Pavillon Jacquet.
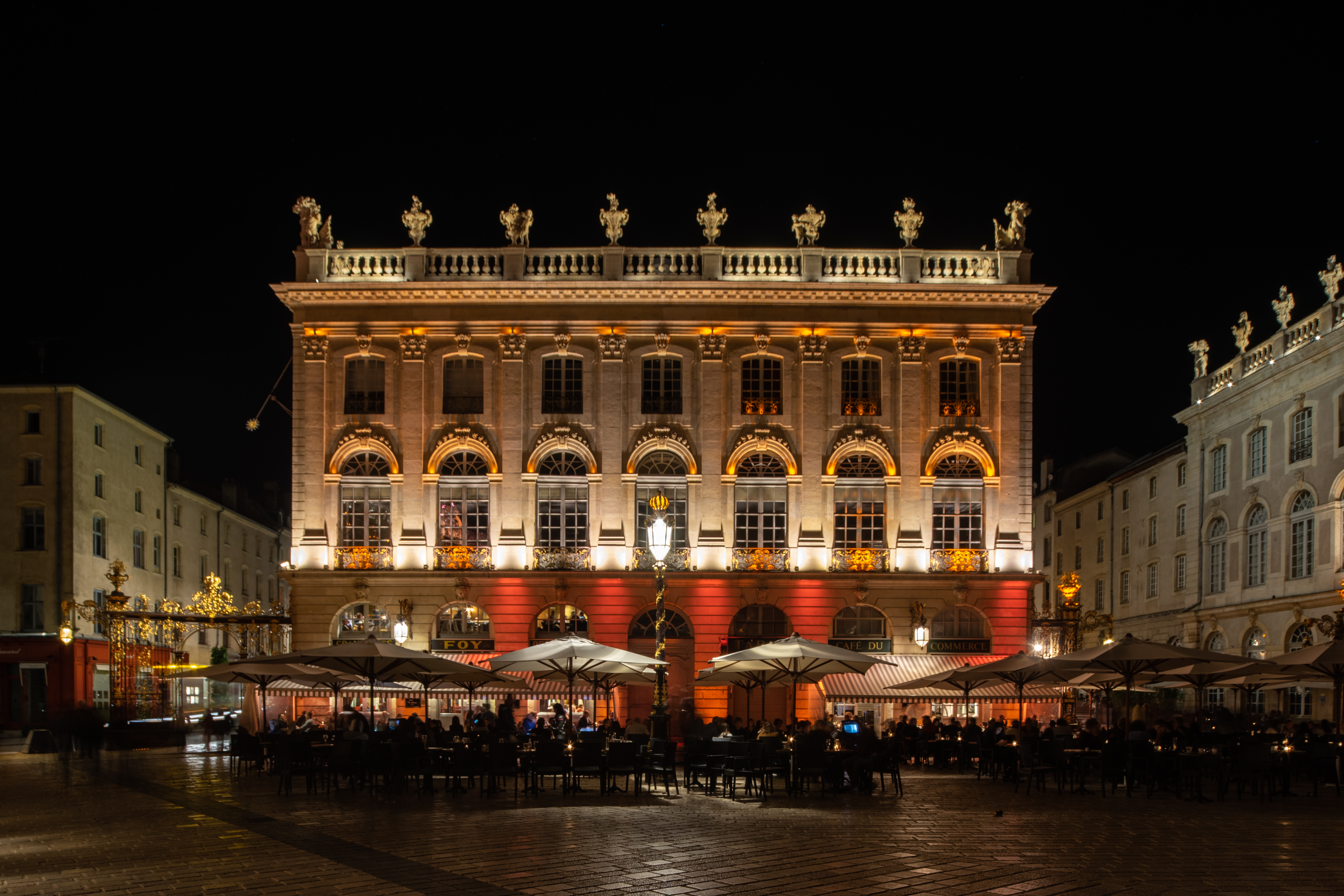
Pavillon Jacquet de nuit
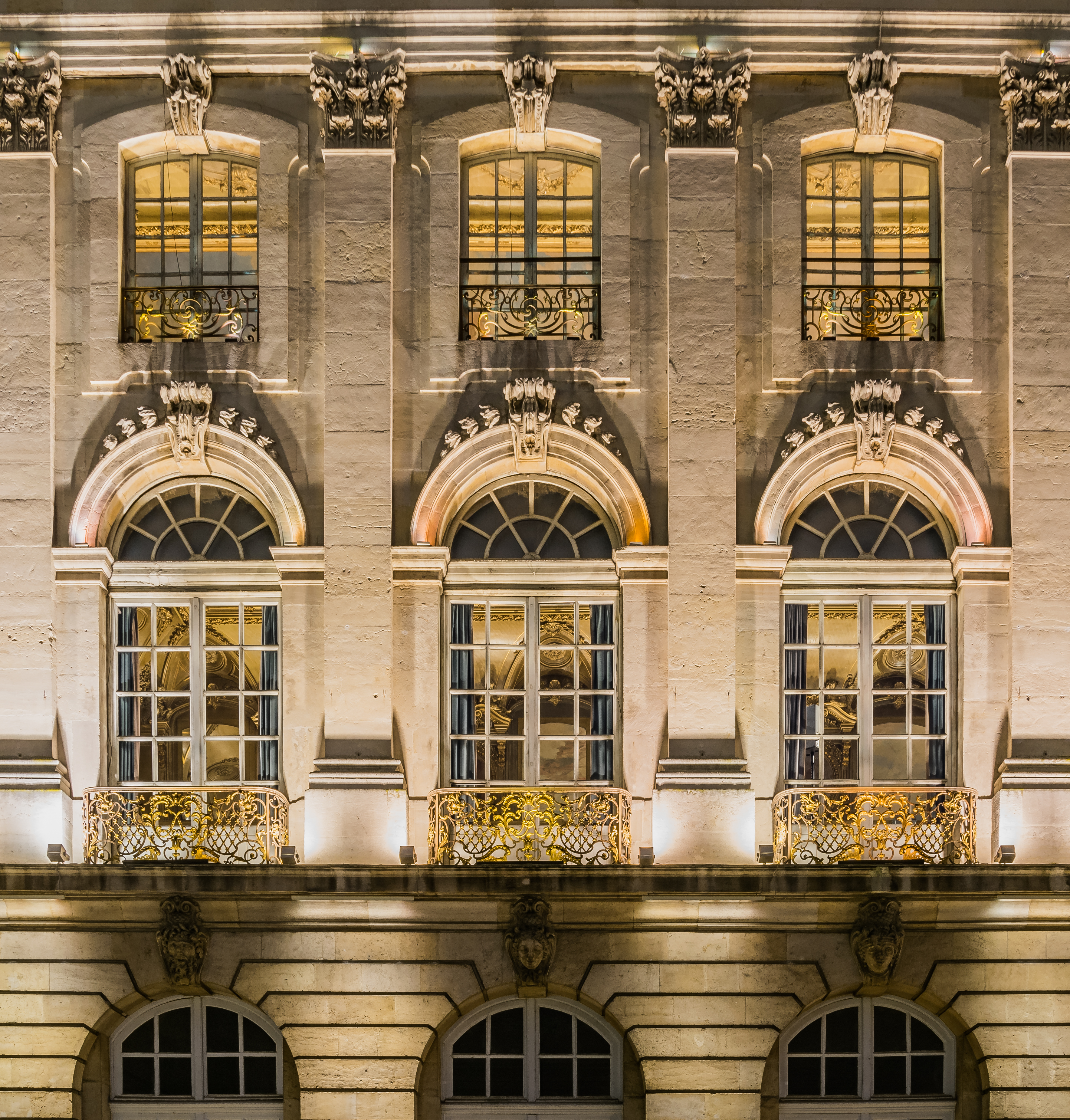
Quelques fenêtres de façade du pavillon Jacquet sur la place Stanislas. Octobre 2018.

#### Musée des beaux-arts
Situé au no 3 de la place, près de la fontaine Neptune, on y trouve aujourd'hui le Musée des beaux-arts de Nancy.
Le pavillon accueillait, à l'époque de Stanislas, le Collège de médecine et de chirurgie. Puis il hébergea le Théâtre de la Comédie, construit en 1758 et qui fut totalement détruit par un incendie dans la nuit du 4 au 5 octobre 1906. On y trouvait aussi le café de la comédie et le café du commerce.
Le pavillon a ensuite accueilli le musée de peinture et de sculpture à partir de 1936. La reconversion de l'ancien pavillon et son extension ont été réalisés en 1936 par Jacques et Michel André. Une seconde extension a été réalisée en 1995 par Laurent Beaudouin et le bâtiment actuel a été inauguré le 5 février 1999.
Le pavillon a été classé aux monuments historiques par arrêté du 27 décembre 1923.

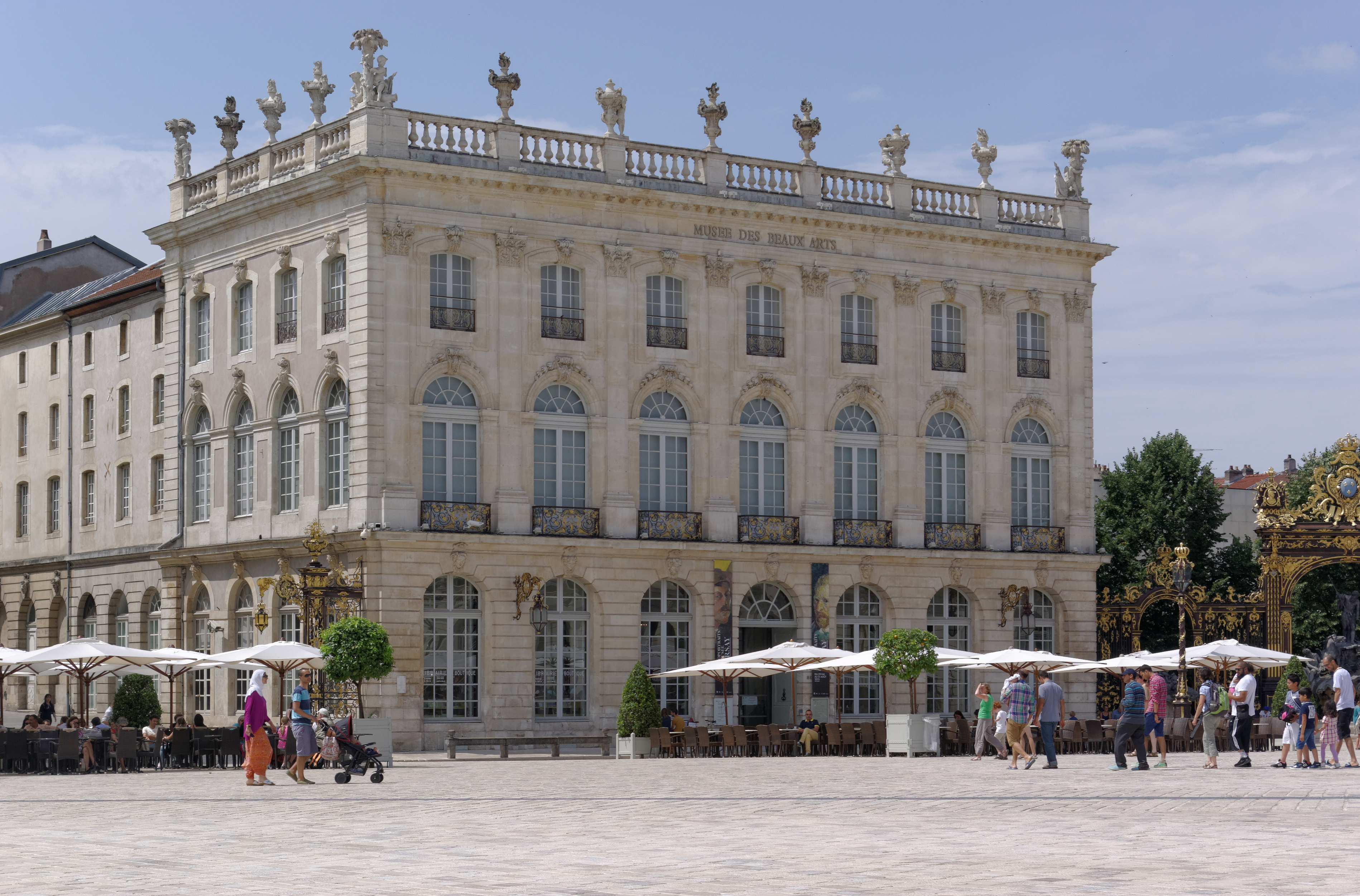
Musée des beaux-arts de Nancy.
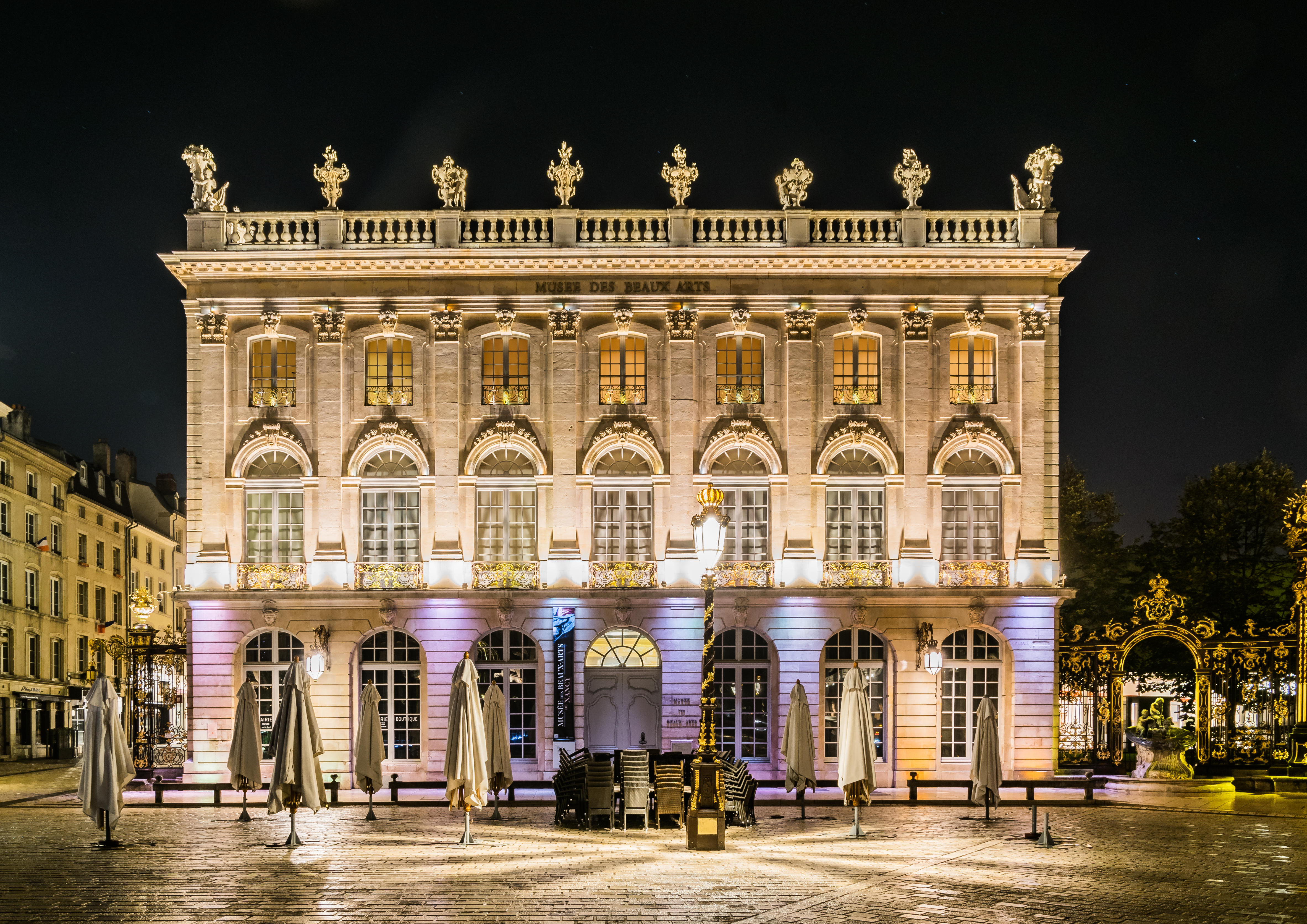
Musée des beaux-arts de nuit.
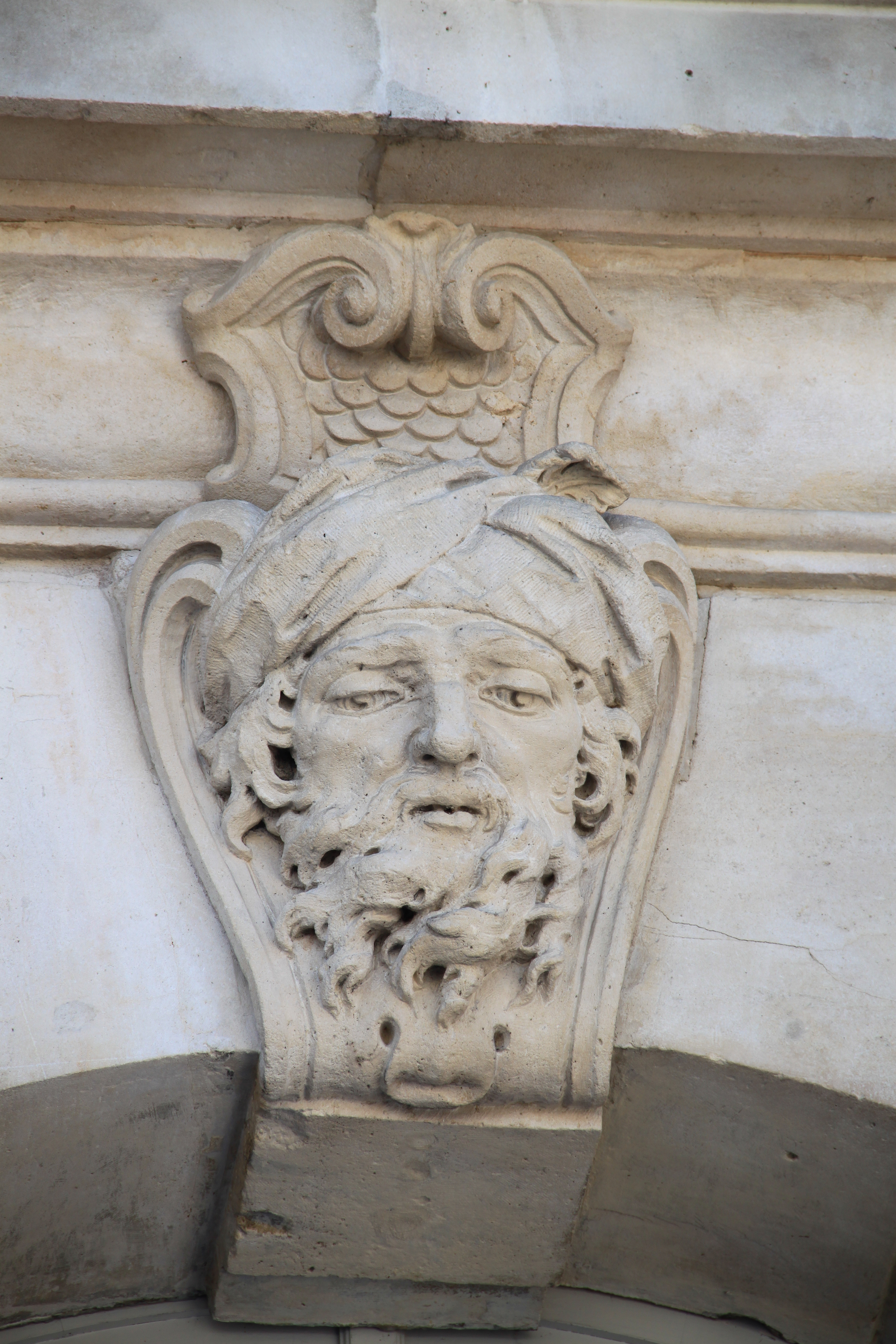
Détail d'un mascaron du musée des beaux-arts.

#### Basses faces
En face de l'hôtel de ville se trouvent deux petits pavillons, les basses faces ou trottoirs, moins hauts qui ouvrent la perspective sur l'arc de triomphe et la place de la Carrière.
La place ne devait au départ être bâtie que sur trois côtés seulement, et il fallut l'insistance de Stanislas pour que le quatrième côté soit équipé d'immeubles. Situé au niveau des remparts sur la courtine qui reliait les bastions de Vaudémont et d'Haussonville, ils ont dû être limités à un seul étage pour des impératifs militaires, pour autoriser les tirs croisés d’artillerie depuis les bastions. Ils sont séparés par la rue Héré qui conduit à l'arc de triomphe.
Leur construction a été supervisée par Claude Mique et Claude-Thomas Gentillâtre (1712-1773) et comme le pavillon Jacquet les bâtiments furent alloués à des bourgeois de Nancy.
Ils ont hébergé l'office du tourisme, aujourd'hui dans le pavillon de l'hôtel de ville. La brasserie Jean Lamour au no 7 est partiellement sur l'emplacement du café royal qui existait en 1755 à la création de la place. Sur ce bâtiment, à l'angle de la rue Héré, se trouve une méridienne, œuvre en 1840 d'un ingénieur de Lunéville nommé Jandel, qui a remplacé un précédent cadran solaire de 1771. On trouve également aujourd'hui une galerie Daum vendant des œuvres de cette cristallerie.
Les façades et toitures donnant sur la place ainsi que leur perpendiculaires dans la rue Héré ont été classées aux monuments historiques le 2 avril 1928.

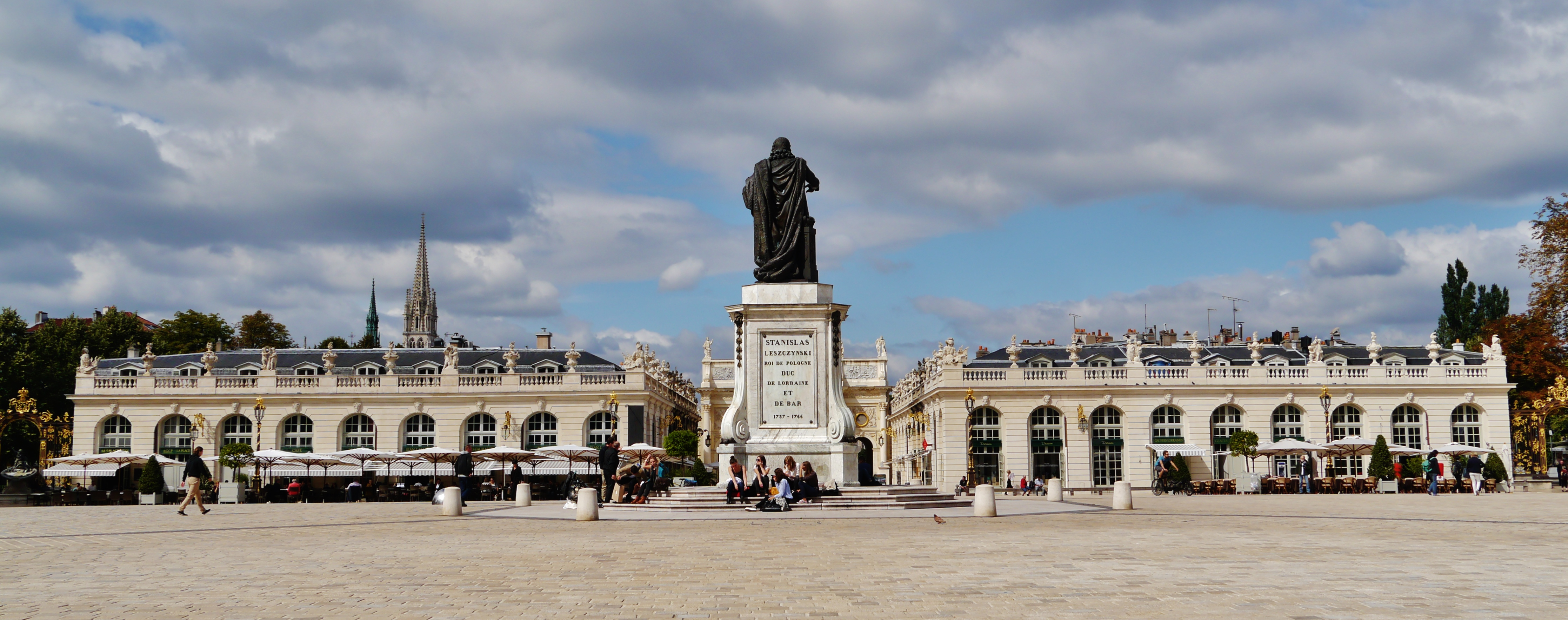
Les basses faces.
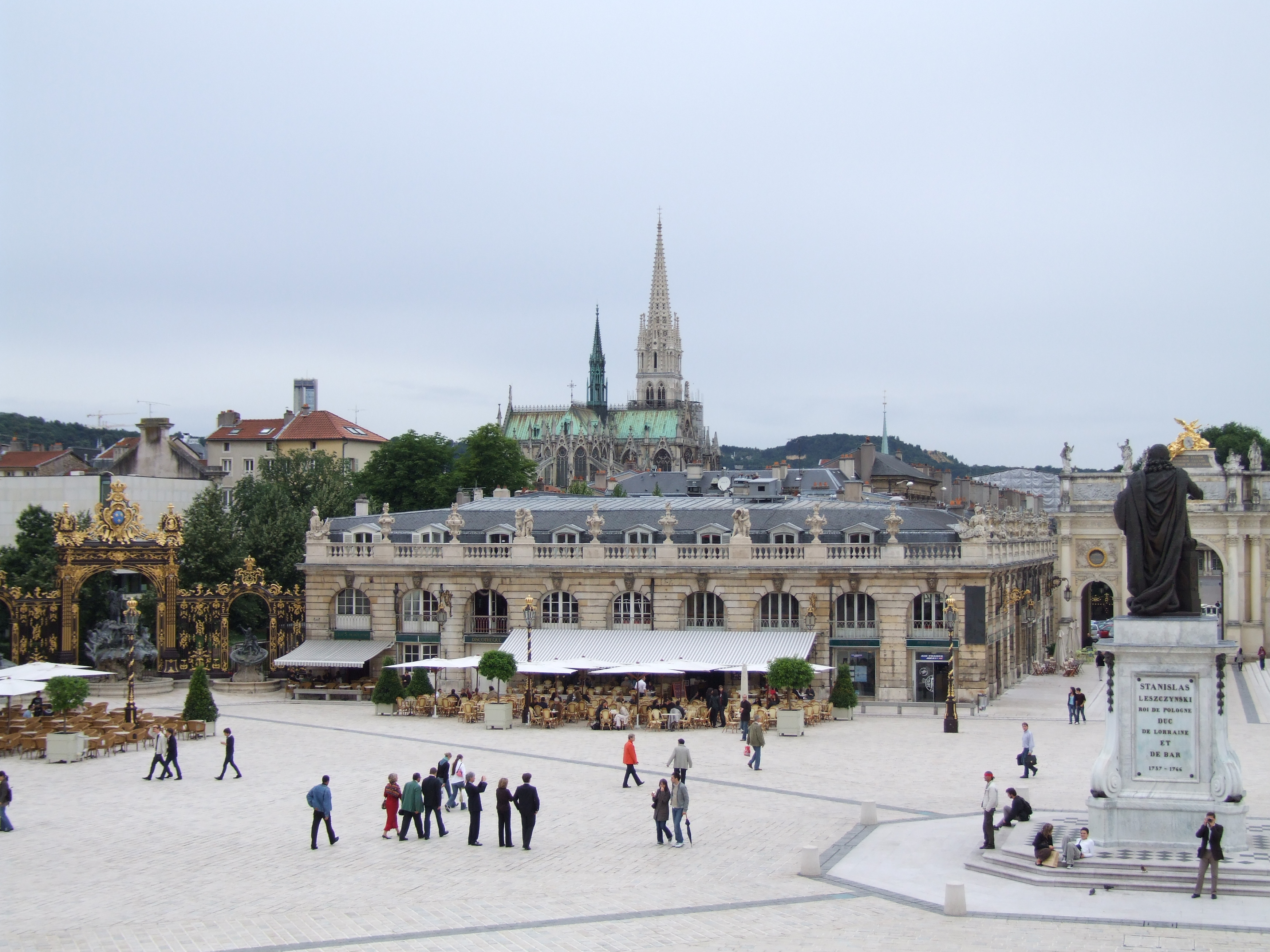
Petit pavillon vu depuis l'hôtel de ville.
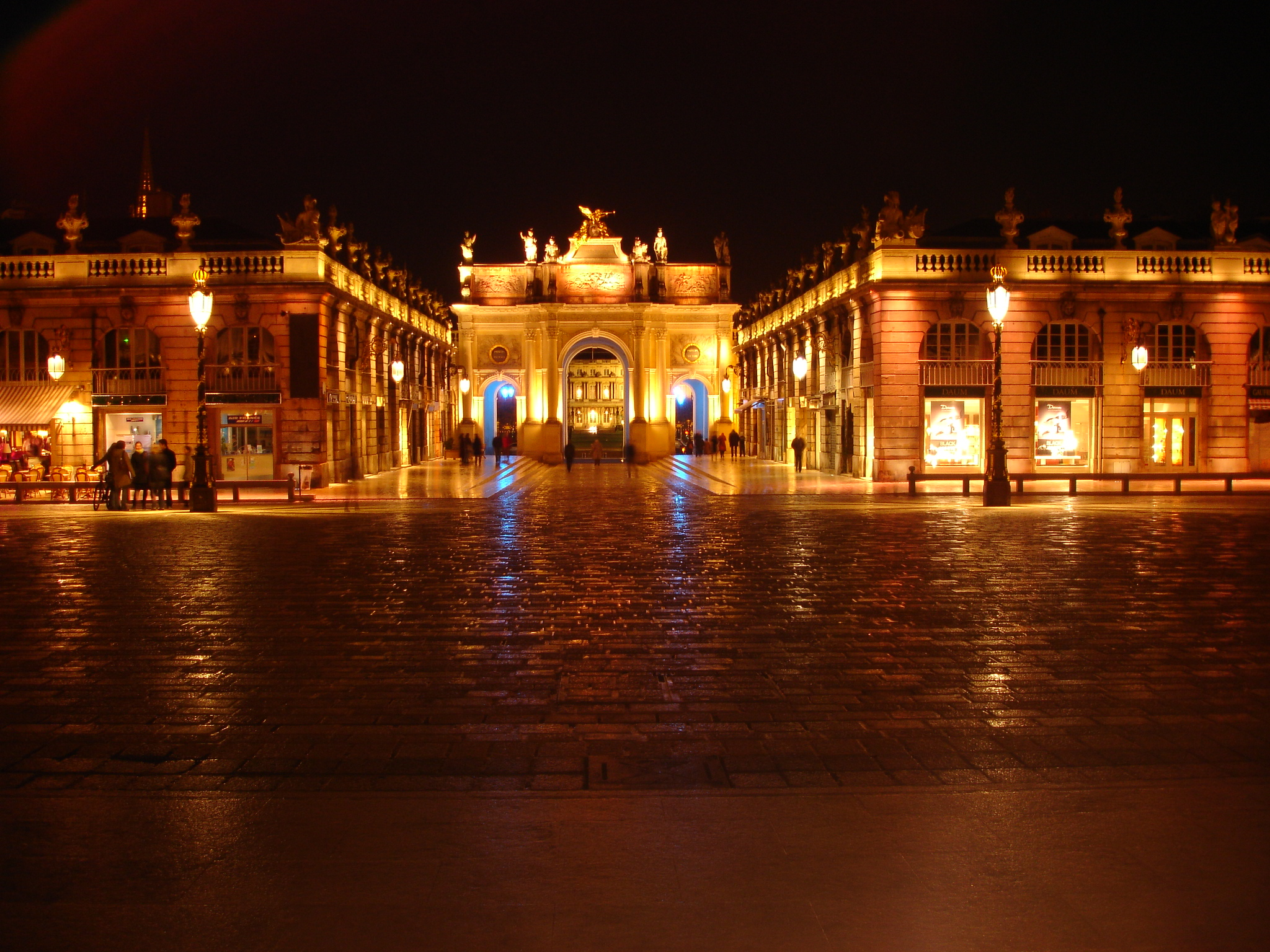
Les petits pavillons et l'arc de nuit.

### Arc de triomphe
Souvent appelé improprement « arc Héré », l'arc de triomphe ou porte Royale est situé sur le côté nord de la place, à l'extrémité de la rue Héré qui s'ouvre entre les petits pavillons, dans la perspective de la place de la Carrière et du palais du gouverneur.
Il est construit sur l'emplacement de l'ancienne Porte Royale construite par Louis XIV. Celle-ci est détruite en 1752 par Stanislas et les travaux d'édification de l'arc se déroulent de 1753 à 1755. Le thème principal du décor est la guerre et la paix, symbolisées par des branches de laurier et d'olivier, allusions à la bataille de Fontenoy (1745) et au traité d'Aix-la-Chapelle (1748).
À l'origine l'arc était relié aux remparts par des galeries, le sommet de l'arc faisait partie du chemin de ronde pour satisfaire aux exigences du gouverneur militaire le Maréchal de Belle-Isle. Ayant lui-même un rôle de fortification, l'arc est très large. La muraille qui l'entourait a été abattue vers 1772 à l'est (parc de la Pépinière) et en 1847 à l'ouest (place Vaudémont) ; isolée, la porte devient alors un véritable arc de triomphe.
Il a été dessiné par Emmanuel Héré. Élevé sur un piédestal et d'ordre corinthien, il est inspiré de l'arc de Septime Sévère à Rome. Il reproduit l'arc de la porte Saint-Antoine à Paris dressé en 1660 par Jean Marot. Le monument est percé par une grande arcade en plein cintre encadré par deux porches plus bas, chacun étant est encadré de colonnes. La baie centrale présente une avancée sur la façade.
La face visible depuis la place Stanislas est la plus richement décorée. Sur la corniche, reprenant le thème de la guerre et de la paix, on trouve des statues de Cérès, de Minerve, d'Hercule (copie l'Hercule Farnèse) et de Mars. Au centre de la corniche se trouve un acrotère supportant un groupe de trois personnages en plomb doré et orné d’un médaillon de Louis XV. Le médaillon est soutenu par Minerve, à gauche, ainsi que par une personnification de la paix, située à droite. À l'arrière du médaillon est représentée Fama, déesse romaine de la gloire, qui tient une trompette dans sa main gauche et une couronne de laurier dans sa main droite. Toutes ces statues ont été faites par Guibal.
Un premier médaillon de Louis XV en marbre blanc avait été réalisé par Jean Baptiste Walneffer. Présentant un profil du roi à l'antique, il a été détruit à la Révolution. Il a ensuite été remplacé par un médaillon en plomb doré représentant le portrait du souverain. En 1830, le nouveau médaillon est retiré de l'arc pendant la révolution de Juillet et conservé dans un dépôt. Il retrouvera sa place le 26 mars 1852.
Sous la corniche, se trouvent trois bas-reliefs en marbre blanc. Le plus à gauche représente Apollon tirant une flèche contre un dragon ailé qui enlace un homme. Le bas-relief principal montre Mercure et Minerve sous des dattiers et celui de droite Apollon jouant de la lyre accompagné de muses. Ces trois bas-reliefs ont été repris de l'ancienne porte Royale, en considérant Apollon comme une allégorie de Louis XV.
On trouve enfin trois inscriptions écrites sur des tables de marbre noir. Sur la face de l'acrotère portant le groupe de la Renommée, on lit « HOSTIUM TERROR / FŒDERUM CULTOR / GENTISQUE DECUS ET AMOR » (« Terreur des ennemis, artisan des traités, gloire et amour de son peuple »). Sous le bas relief de gauche : « PRINCIPI VICTORI » et sous celui de droite « PRINCIPI PACIFICO ». En 1830, à la place de chacune de ces deux inscriptions, on avait peint en jaune « LIBERTÉ ÉGALITE » et « LIBERTÉ FRATERNITÉ » (devise française). En 1876 les anciennes inscriptions seront restaurées.
L'arc de triomphe fut également nommé « porte du Peuple » en avril 1792, les révolutionnaires l’appellent également dans certains documents « porte Marat », en hommage au révolutionnaire qui avait soutenu le peuple nancéien lors de l'affaire de Nancy du 31 août 1790.
Il a été classé monument historique le 27 décembre 1923.

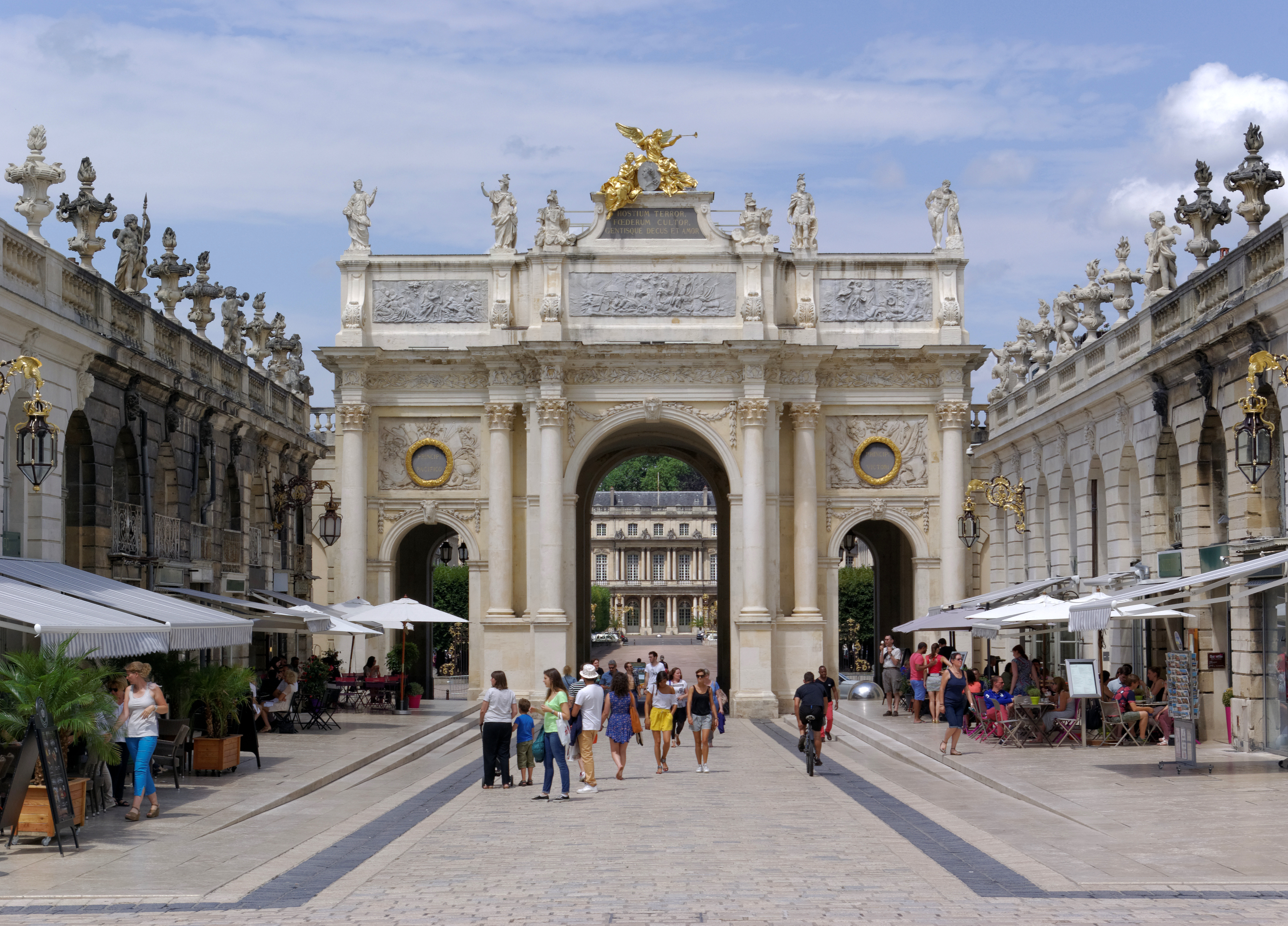
Face sud de l'arc Héré (côté place Stanislas).
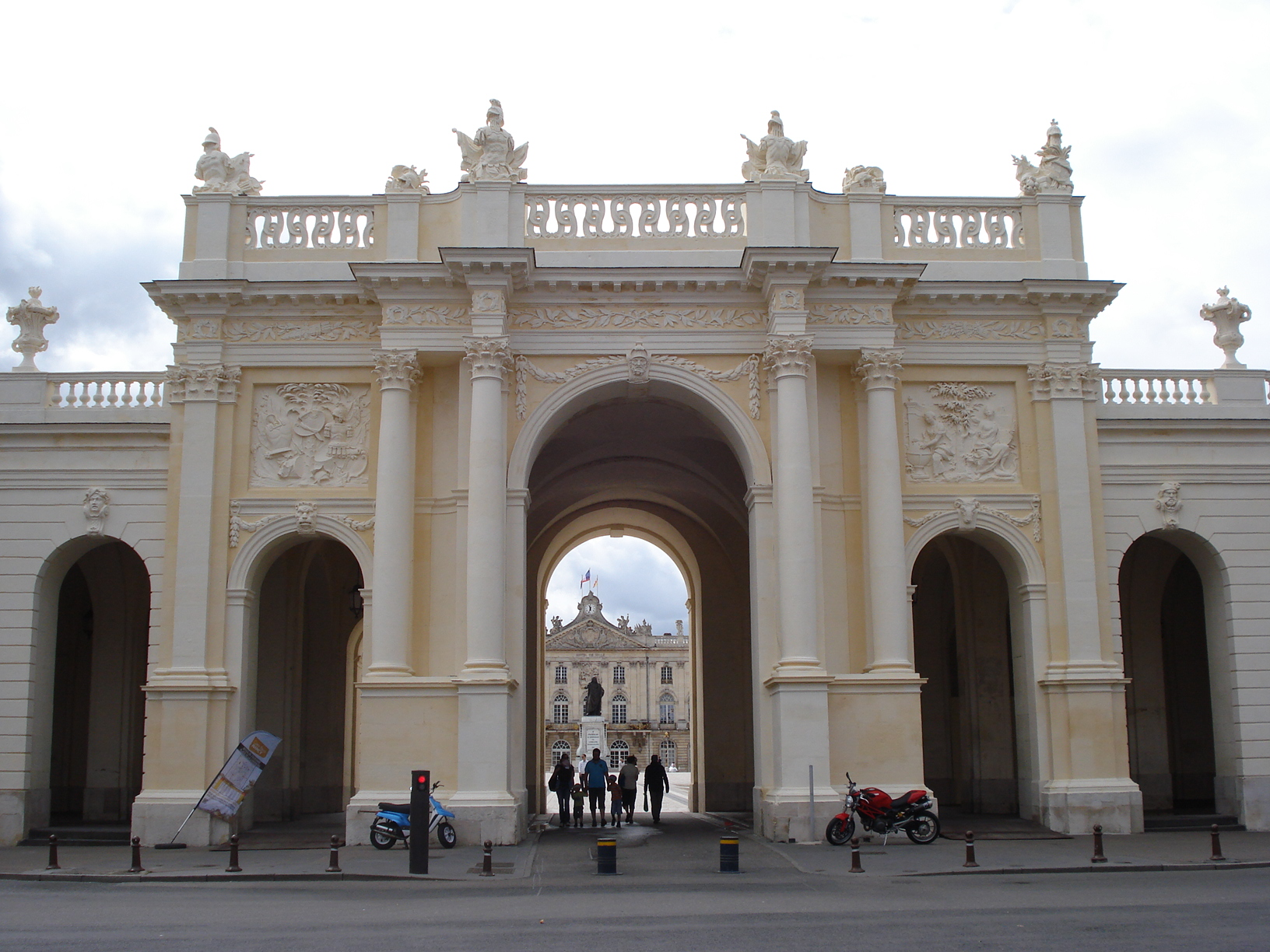
Face nord de l'arc Héré (côté place de la Carrière).
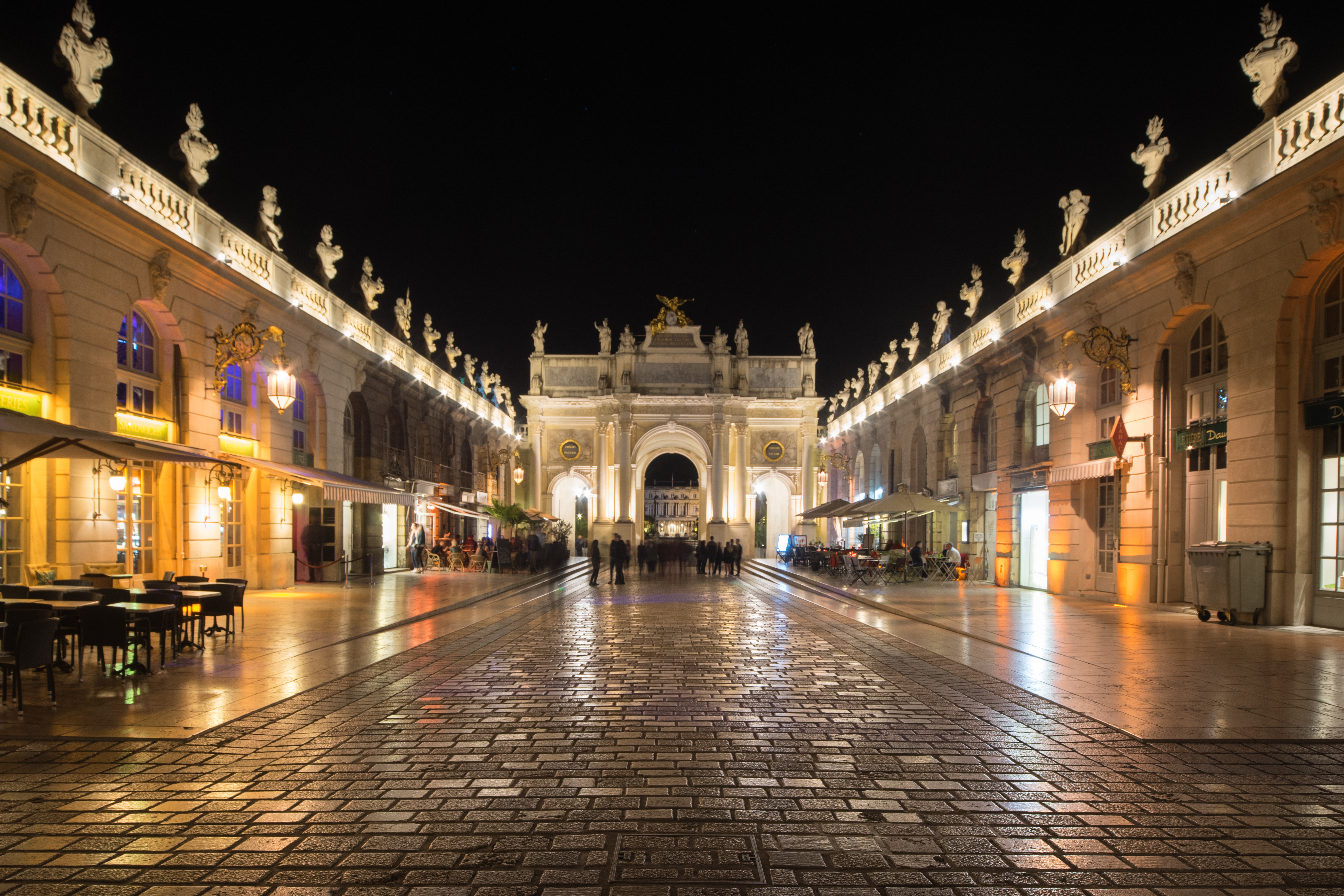
Rue et arc Héré de nuit.
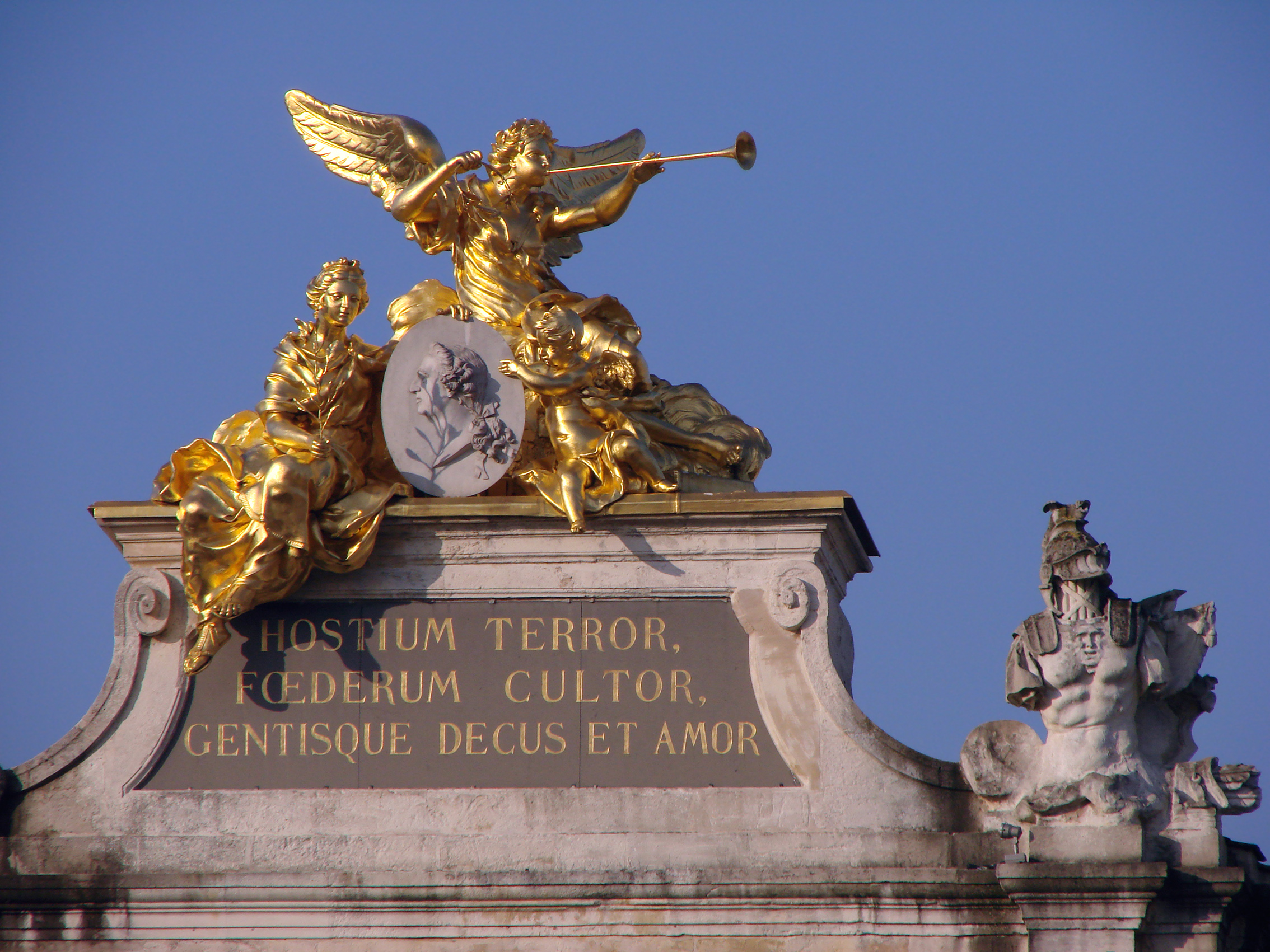
Détail du groupe de la Renommée.

### Statue centrale
Au centre de la place se trouve le Monument à Stanislas Leszczynski réalisé en 1831. Il a remplacé une statue de Louis XV qui avait été détruite à la Révolution.

#### Statue de Louis XV

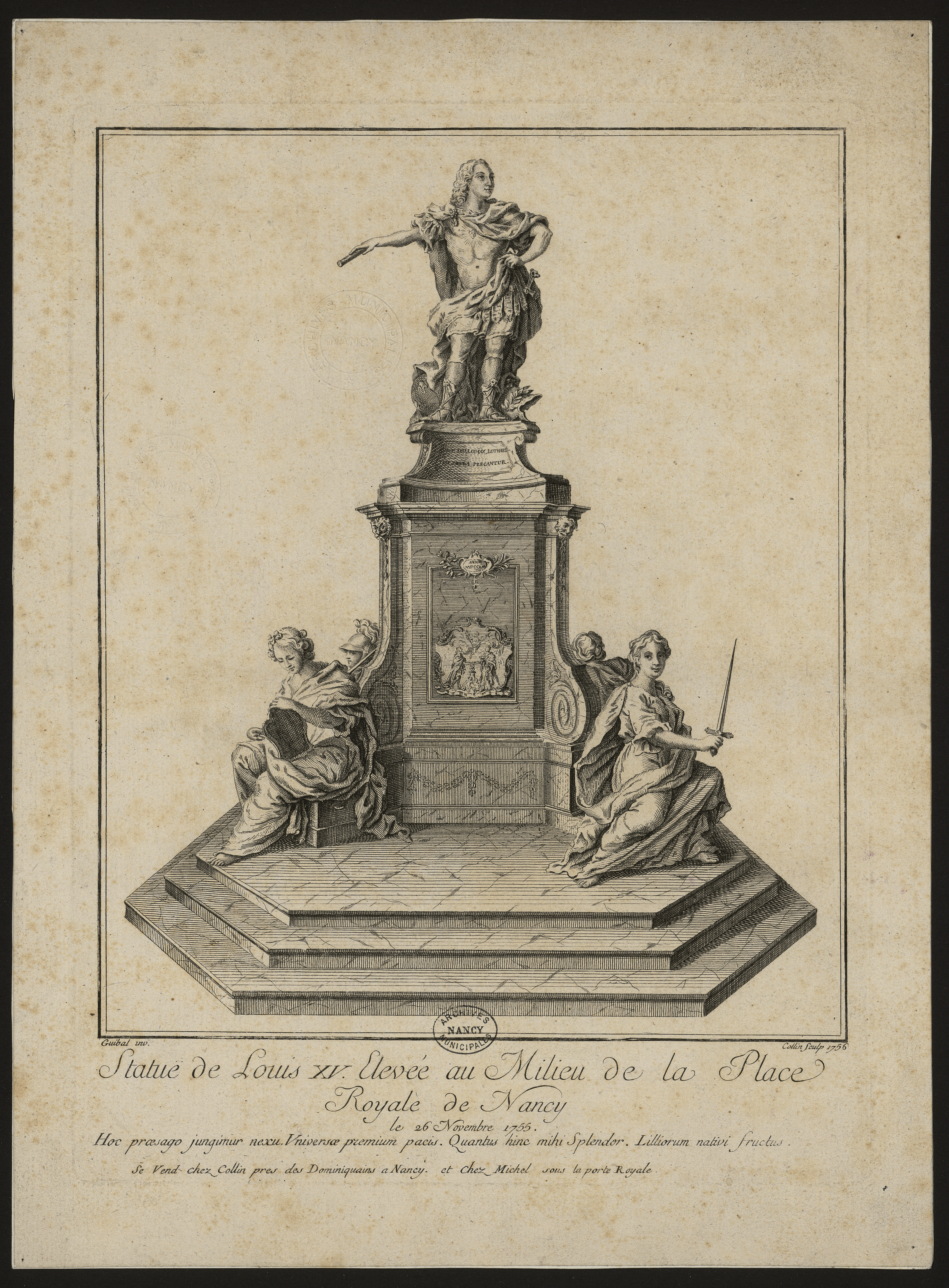
Statue de Louis XV par Barthélemy Guibal et Paul-Louis Cyfflé, gravure de Dominique Collin (1725-1781).

En 1744, le roi Louis XV de France tombe gravement malade et on le croit perdu. Plusieurs villes décident de construire des statues à l'effigie du roi Louis XV : de Bordeaux (1739-1741), Rennes (1756-1751), Paris (1748), Rouen (1758), Reims (1758), Valenciennes (1749-1752).
La statue réalisée en bronze faisait 7 500 kg pour 4,66 m de haut. Son bras droit tenait un bâton royal dirigé vers le pavillon de l'hôtel des fermes. Sa main gauche appuyée au côté, il regardait vers Paris. Victorieux, il était vêtu à la romaine, cuirassé et drapé dans un manteau royal.
Elle était sur un socle en marbre de Gênes, lui-même posé sur un emmarchement de trois degrés qui sera modifié en 1958. La dédicace de la face principale portait l'inscription ; « LUDOVICO XV / TENERRIMI ANIMI / MONUMENTUM » (« à Louis XV monument d'un cœur affectueux »). Sur le socle, quatre médaillons représentaient le mariage du roi, la réunion de la Lorraine, la paix de Vienne et la fondation de Stanislas. Le duc avait composé lui-même les sujets allégoriques qui devaient orner les quatre côtés du piédestal. On en trouve trace dans un manuscrit conservé à la bibliothèque de Nancy. Quatre statues en plomb, allégories de vertus, étaient accoudées à chaque angle du monument. La Prudence et la Justice étaient des œuvres de Guibal, la Valeur et la Clémence étant dues à Cyfflé. Ces mêmes vertus étaient représentées sur le socle du Louis XV à cheval de Bouchardon qui était érigé à Paris. Un piédouche surmontait le socle, il portait un hexamètre sur chaque face :
- « Vive Diu Lothari saecla precantur » (« Vis longtemps Louis, les lorrains demandent pour toi des siècles »)
- « Artificem ducebat amor praestantiae arte » (« L'amour qui l'emporte sur l'art a dirigé l'artiste »)
- « Principis ex animo plaudit lotharingia votis » (« La Lorraine applaudit de tout cœur aux vœux de son prince »)
- « Reddit amor soceri muta baec spirantia signa » (« L'amour du beau-père a rendu vivante cette statue »)

Lorsque Stanislas lance un appel aux artistes, Barthélemy Guibal présente une ébauche en cire de 29 pouces de hauteur, une fois le projet accepté il réalise un modèle de 2 pieds 9 pouces qui est conservé au Musée lorrain.
Un premier essai de fonte de la statue échoue. Jean-Joseph Söntgen, qui deviendra le sculpteur de Stanislas après la mort de Guibal, est appelé en Lorraine pour préparer la fonte. La statue est coulée en trois minutes dans le jardin de Guibal à Lunéville le 15 juillet 1755 à 7 heures du soir. L'opération est réalisée par le fondeur Perrin assisté de deux ouvriers. On dit que Basile-Benoît Mathis (1736-1805), le gendre de Guibal qui supervisait la coulée, était tellement inquiet que ses cheveux devinrent tout blanc.
On dit que Stanislas, qui assistait aux opérations, aurait jeté des pièces d'or dans le métal en fusion, mais Nicolas Durival dans sa Description de la Lorraine et du Barrois affirme que celui-ci se trouvait alors à Commercy et qu'il ne fut averti du succès de la coulée que le lendemain matin.
La statue est transportée à Nancy le 16 novembre par un véhicule construit exprès et tiré par 36 chevaux (ou 32 ?) ; le pont sur la Meurthe à Saint-Nicolas-de-Port doit être consolidé. Le 18 novembre à midi, elle est posée sur son piédestal qui déjà accueille trois des quatre vertus. Elle reste masquée par un drap jusqu'à l'inauguration du 26 novembre 1755.
Il a existé une controverse autour du ou des auteurs de la statue. Lors de la présentation du modèle de cire, Stanislas propose à Guibal de se faire assister par Paul-Louis Cyfflé, jeune artiste de 25 ans. Celui-ci refuse dans un premier temps, proposant que Cyfflé se limite aux bas-reliefs du piédestal, puis accepte. Selon Guibal, Cyfflé s'occupa du coulage et négligea les autres opérations, pris par d'autres occupations. Aussi, quand Cyfflé demande que soit inscrite la dédicace « GUIBAL ET CYFFLE FECERUNT », Guibal s'y oppose et envoie un courrier à Stanislas. Le duc tranche pour « GUIBAL FECIT COOPERANTE CYFFLE » et finalement Cyfflé fait retirer les deux derniers mots pour n'avoir plus que l'inscription « GUIBAL FECIT ». Après la mort de Guibal, Cyfflé se revendique comme l'auteur de la statue. Il prétend que Stanislas voulait faire inscrire au bas « Fait par Guibal d'un coup de Cyfflé » et se présente comme auteur au roi du Danemark en visite à Nancy en 1769. Il le fait même publier dans les journaux.
Pour défendre le point de vue de leur aïeul plusieurs descendants de Guibal vont prendre la plume. On trouve ainsi une lettre de sa fille Mme Mathis (alors à Moscou) à Nicolas Durival en mars 1786 à propos de la notice sur la statue dans sa Description de la Lorraine et du Barrois. Son fils, notaire à Lunéville mort en 1818, a écrit un mémoire en 1814. Un exemplaire en est conservé à la bibliothèque de Nancy. Son petit-fils Charles-François Guibal (1781-1861), magistrat à Nancy et membre de l'Académie de Stanislas, a également publié une notice en 1860.
On trouve cependant trace de Cyfflé comme coauteur, par exemple dans le livre de comptabilité ; « La somme de 41 000 livres aux sieurs Guibal et Cyfflé pour la main-d'œuvre de ladite statue, bas-reliefs et ornements, relativement à la convention faite avec eux et suivant le certificat de M. Héré, mandement et quittance ».

#### La gloire de Napoléon
Lors de la Révolution française, un décret du 14 août 1792 oblige les municipalités à faire disparaître les emblèmes royaux. Le 2 septembre 1792, 118 citoyens se réunissent à l'église des Carmes. À l'initiative de l'avocat André, ils rédigent une pétition adressée au maire Adrien Dusquesnoy lui demandant d'intercéder auprès de l'Assemblée nationale pour suspendre les travaux de démolition de la statue. Celle-ci recueille 672 signatures, mais Duquesnoy, avant même la réception de l'avis de l'Assemblée nationale, fait descendre la statue qui est enterrée dans une fosse au milieu de la place.
Le 13 novembre un bataillon de fédérés (appelés les Marseillais) prend la relève de la garde nationale parisienne qui stationnait à Nancy. Ils entreprennent de détruire nombre d'œuvres faisant allusion à la monarchie ou à Stanislas. Le 14, ils déterrent la statue et la soumettent au feu pour pouvoir la séparer en morceaux ; sans succès. Le 26 novembre 1792 elle est totalement exhumée et déposée à l'hôtel de ville. Le 23 janvier 1793 elle est vendue au poids à la fonderie de Metz. Une réduction en bronze de cette statue, autrefois destinée au château de Chanteheux, est aujourd'hui conservée au musée lorrain.
Dès l'hiver 1792-1793, le sculpteur Henry Marlet, propose d'installer à la place de la statue de Louis XV, un colosse « représentant le génie républicain », faut de moyens, il est réalisé en argile et susceptible d'être endommagé par les intempéries, le colosse est donc entreposé à l'abri dans le « Temple de la Raison » de Nancy.
Durant le reste de la Révolution c'est un faisceau de piques, « symbolisant le Peuple en armes », qui est dressé sur le piédestal de l'ancienne statue.
Le 25 messidor an VIII (14 juillet 1800), le préfet Jean Joseph Marquis inaugure la construction de la « colonne de la Meurthe », pour obéir à l'ordonnance du 12 juin qui réclame l'érection d'un monument en honneur des défenseurs de la patrie dans chaque département. La ville de Nancy manque d'argent; la colonne ne sera jamais achevée et le socle de la place du peuple reste vide.
Le 12 septembre 1808 la municipalité commande au sculpteur Joseph Labroise une représentation du Génie de la France réalisée en pierre de Savonnières. Elle représente une femme ailée distribuant des couronnes. Sous l'Empire, l'œuvre de Labroise est renommée Gloire de Napoléon. Elle est à nouveau modifiée sur ordre de Louis XVIII et est finalement inaugurée le 25 août 1814.

#### Monument à Stanislas Leszczynski
Sous le Consulat, la société académique de Nancy projette d'ériger un monument en l'honneur de Stanislas Leszczynski mais les circonstances ne permettront pas de l'exécuter. Un premier projet de monument à Stanislas est accepté par le préfet Jean Paul Alban de Villeneuve-Bargemon, il est prévu pour la place de la Carrière. Louis XVIII approuve le projet en 1823, sur les conseils de Corbière. Un arrêté préfectoral du 12 mars 1823 fixe les conditions d'une souscription dans les départements de la Meurthe, des Vosges et de la Meuse, celle-ci est placée sous l'autorité du commandant de la deuxième subdivision de la troisième division militaire : Marie-Jacques Thomas, marquis de Pange. En août 1824, 40 686 francs ont été récoltés, bien moins que les 90 000 escomptés.
Dans une lettre du 31 mai 1823 Charles-François Guibal propose de dresser le monument sur le socle de la place Royale. La commission choisit Georges Jacquot, un jeune sculpteur. Il présente deux esquisses en argile, l'une représentant un Stanislas guerrier l'autre, plus conforme au cahier des charges, en habits polonais vêtu du manteau royal. La seconde esquisse est choisie le 13 décembre 1825. Un modèle en plâtre est réalisé par Jacquot puis exposé au salon de l'hôtel de ville. Le 12 mai 1826, la commande est passée pour 6 000 francs payables en cinq fois au fur et à mesure de l'avancement des travaux, qui devaient durer deux ans au plus.
En septembre 1827, un modèle en plâtre est achevé. La statue de Labroise, qui occupait le socle, est détruite en 1830. La statue de Stanislas Ier, coulée par le fondeur Soyer, n'est réceptionnée que le 22 octobre 1831. Elle pèse 5 400 kg et mesure 4,13 m.
Le piédouche de marbre blanc qui surplombait le socle est retiré. Il est utilisé depuis 1830 comme stèle sur le caveau de la famille Antoine, visible au cimetière de Préville.
Les inscriptions du socle ne furent décidées que le 20 octobre 1831 à la suggestion du recteur Jean-Joseph Soulacroix et de Charles de Haldat du Lys, directeur de l'école de médecine ; « À / STANISLAS LE BIENFAISANT / LA LORRAINE RECONNAISSANTE / 1831 MEURTHE - MEUSE - VOSGES ». Le monument est inauguré le 6 novembre 1831 par le préfet Lucien Arnault.
En 1951, elle est descendue de son socle pour le mariage de Otto von Habsburg, héritier de la maison de Lorraine. La grille en fer forgé de Lamour qui entourait le socle est retirée en 1958.
La statue du roi Stanislas était censée pointer, selon le cahier des charges du sculpteur Jacquot, le portrait de Louis XV sur l'arc de triomphe de son index démesuré. Un simple examen visuel montre que le résultat est pour le moins approximatif. Des mesures réalisées par l'IGN le 6 mai 2004, ont montré que l'index pointe vers le Nord-Ouest, en direction de Sedan et Charleville-Mézières, à l'azimut 325°45’46.04857’’. La main de l'ancienne statue de Louis XV, qui a été détruite à la Révolution, désignait elle l'hôtel des fermes alors que son regard était dirigé vers la ville de Paris.

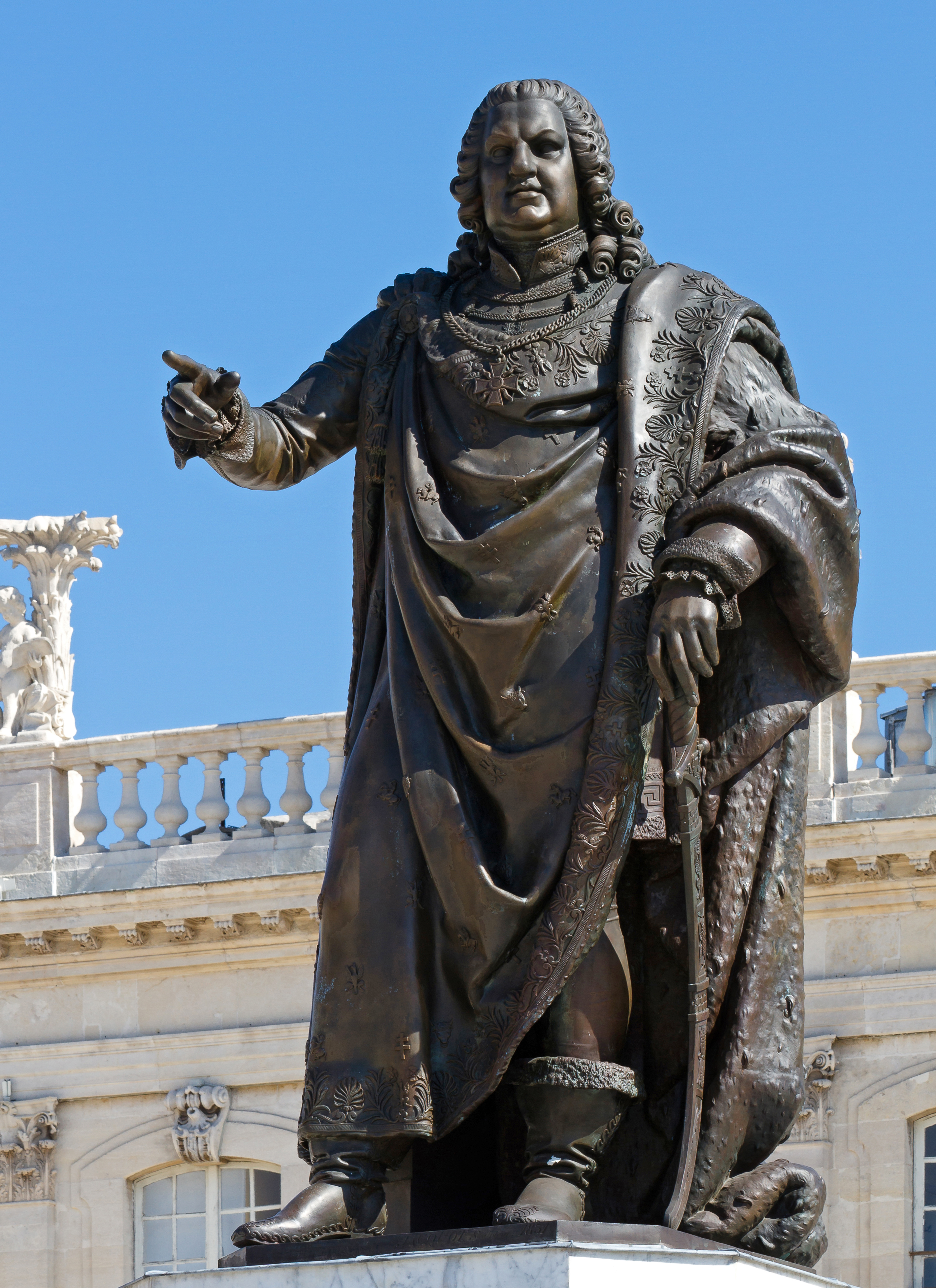
Détail du Monument à Stanislas Leszczynski (1831) par Georges Jacquot.
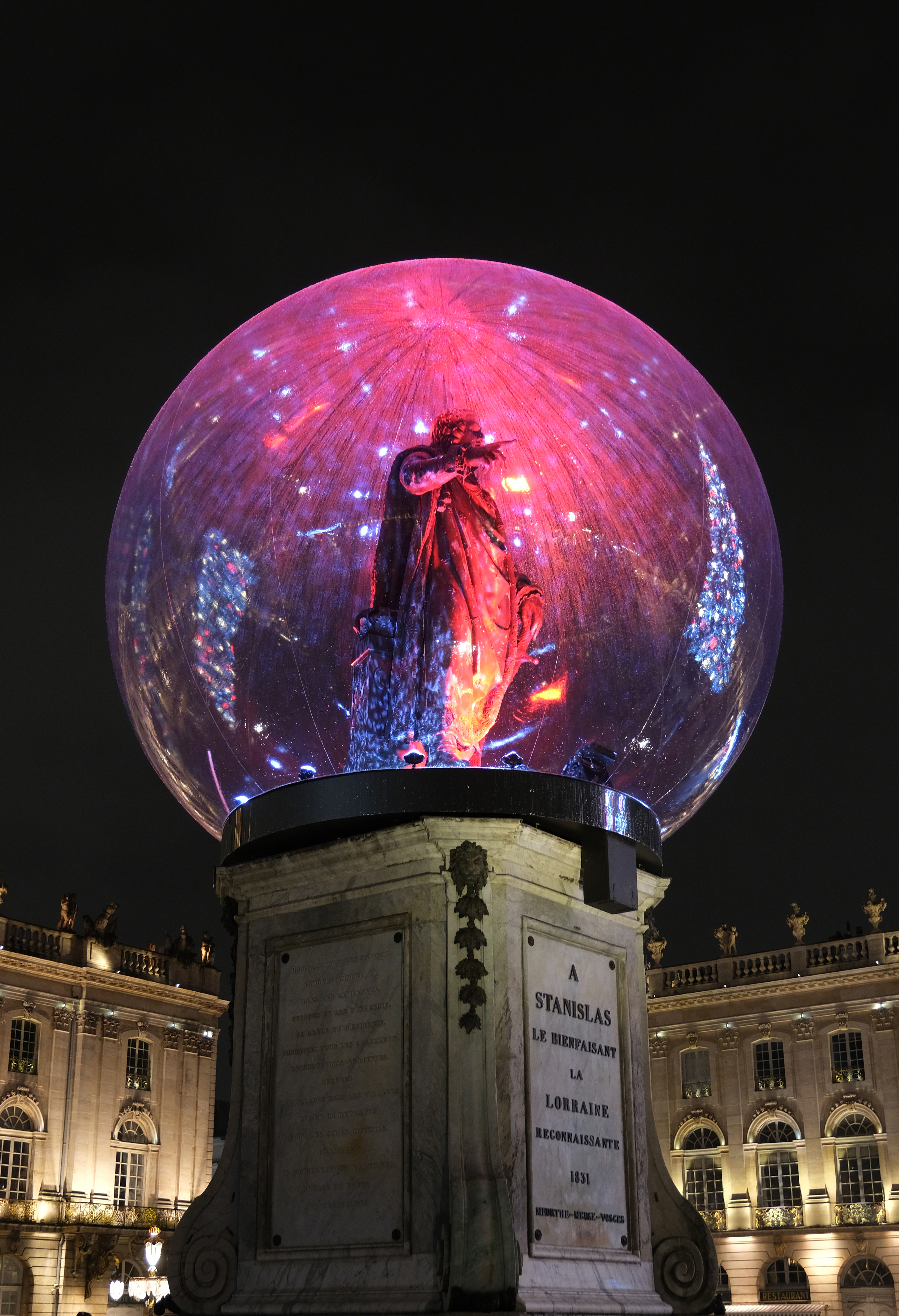
Statue de Stanislas dans une bulle pour les fêtes de fin d'année.
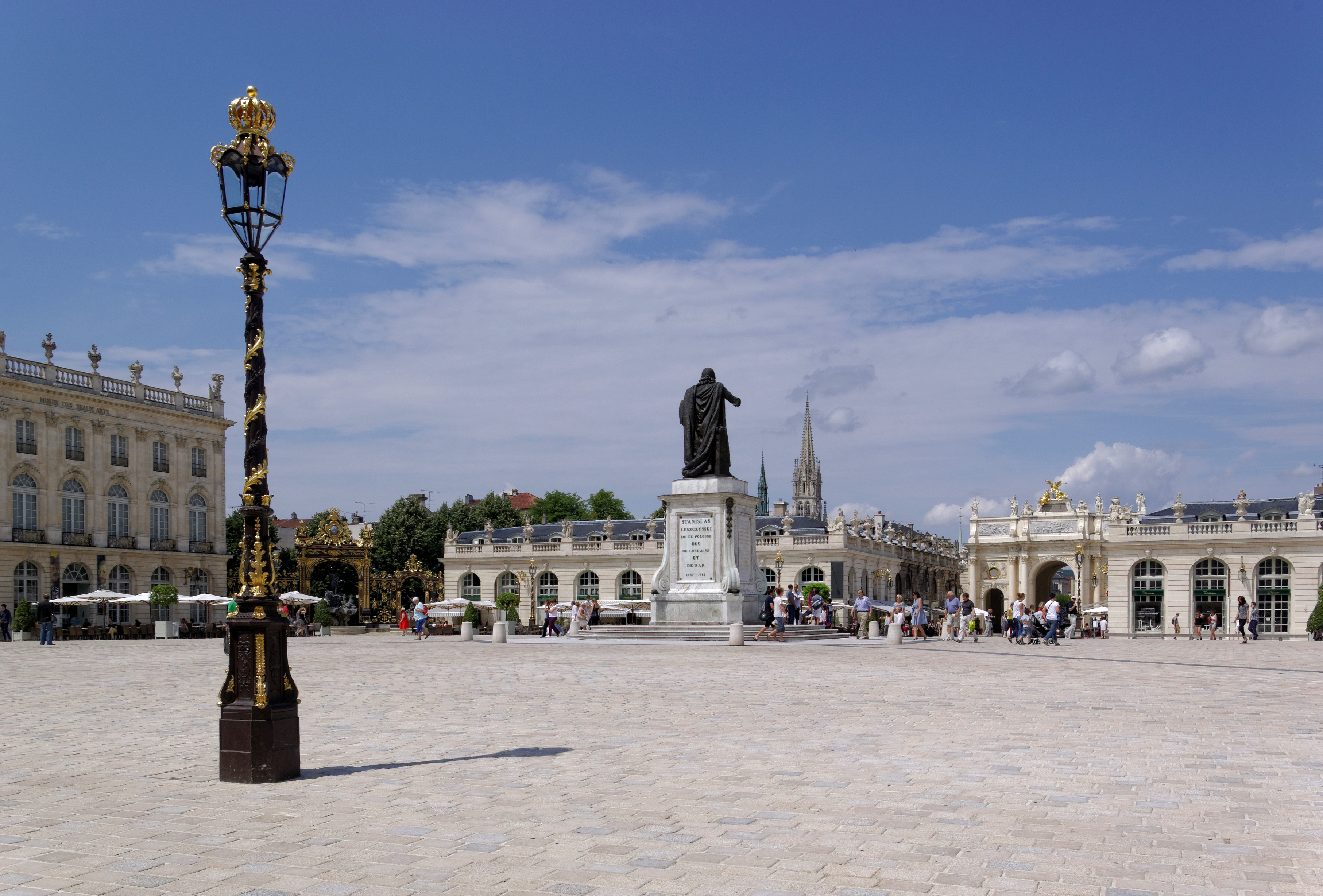
Vue en direction de la vieille ville.

### Fontaines
Deux fontaines symétriques représentant Neptune et Amphitrite sont disposées dans les angles qui relient les basses faces aux pavillons latéraux. Elles sont dans un style rococo qui rompt avec l'architecture classique de la place.
Elles sont surmontées d'un portique en ferronnerie de Jean Lamour, qui permettaient de masquer les remparts et les fossés. Formant un profil concave, dit « en tour creuse », ces portiques présentent une arcade principale flanquée de deux baies latérales plus petites. L'ouverture des cintres est de 15,30 m et leur hauteur de 10,40 m . Ils forment un avant-plan devant des massifs d'arbres.
En 1750, un projet de deux fontaines présentées par Guibal à Stanislas, celui-ci étant jugé trop cher il est décidé de les réaliser en plomb plutôt qu'en bronze. Les fourneaux destinés à la fonte des statues sont construits, avec un certain cérémonial le 29 novembre 1751 sur un terrain de Guibal. La première pierre de ces édifices a été cédée au Musée lorrain par son petit-fils.
Les grilles et fontaines  ont été les premiers éléments de la place classés aux monument historique le 12 juillet 1886.
Du côté de l'opéra, à droite quand on regarde l'arc de triomphe, la fontaine Amphitrite est agrémentée d'une statue dont la nudité choquait l'aumônier de Stanislas. Les deux fontaines latérales ont été supprimées en 1771 (ou 1791 ?) pour ouvrir un accès vers le parc de la Pépinière.
De l'autre côté, la fontaine Neptune présente une statue du dieu brandissant un trident et surplombant des enfants à cheval sur des dauphins. Les deux baies latérales encadrent deux autres fontaines. Dans la petite fontaine de gauche, on voit un enfant qui pleure. Il avait à l'époque une écrevisse qui lui pinçait le doigt ; celle-ci a disparu aujourd'hui. Une reproduction par moulage est exposée au musée des Monuments français du palais de Chaillot.

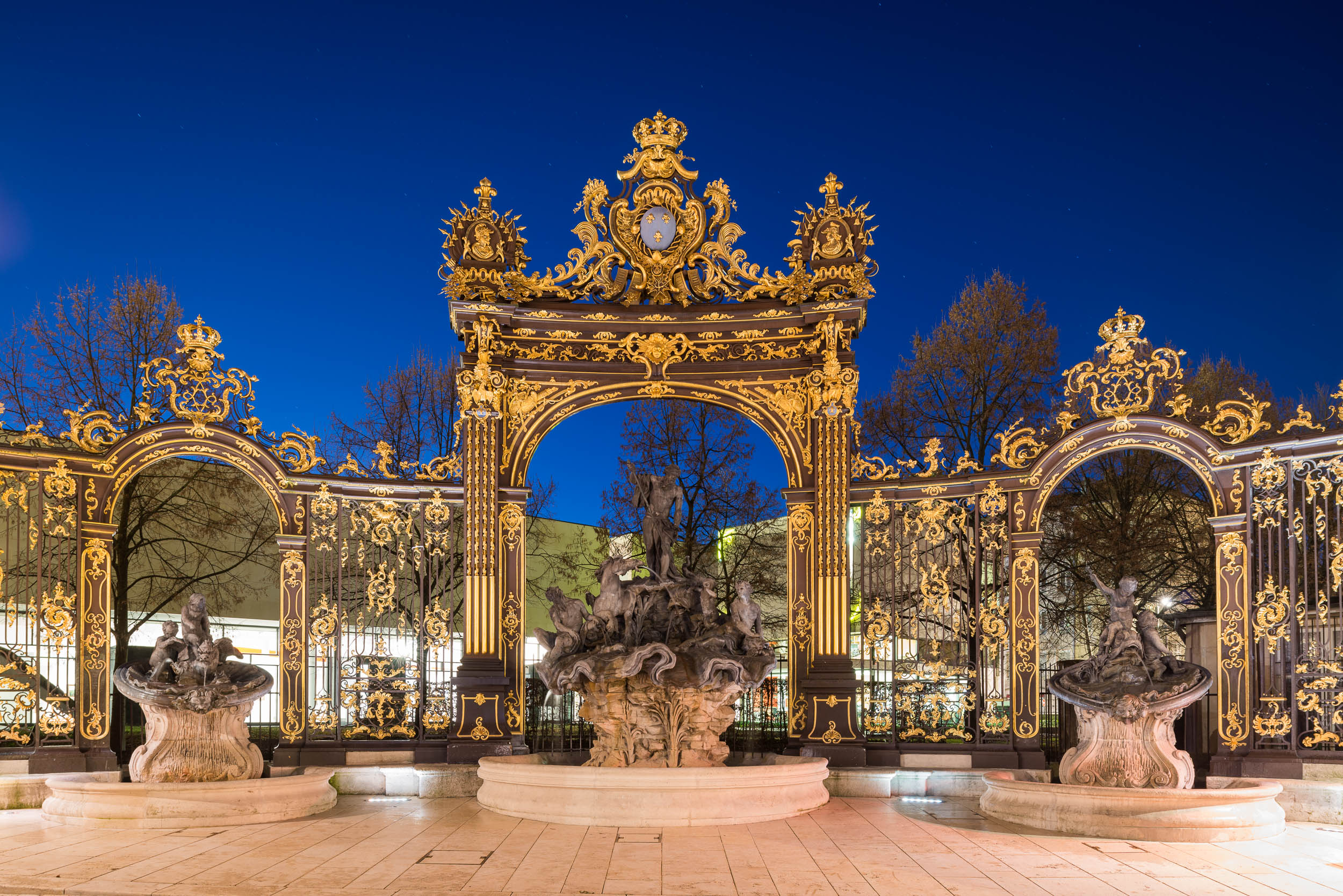
Fontaine de Neptune.
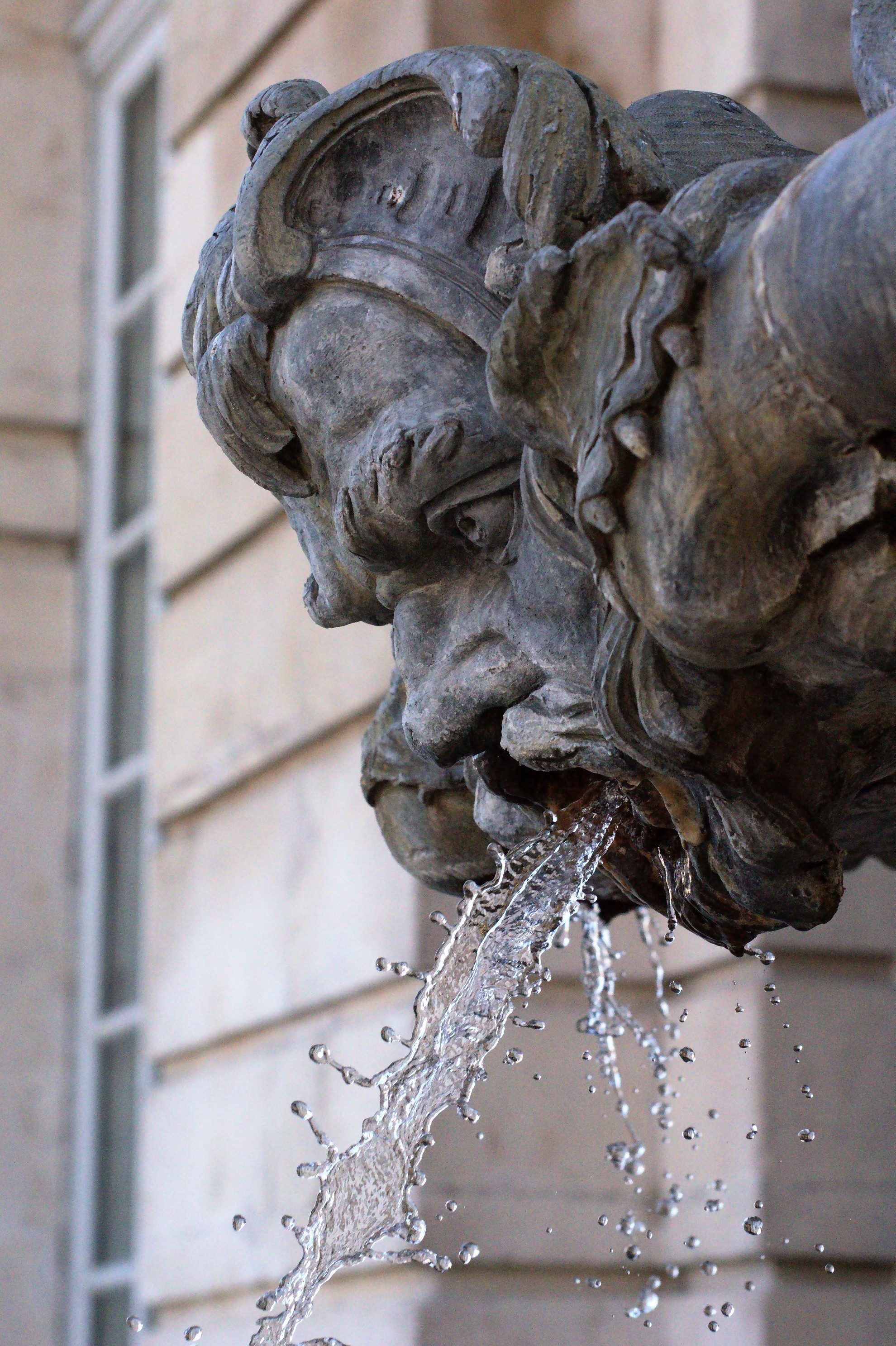
Fontaine de neptue (détail).
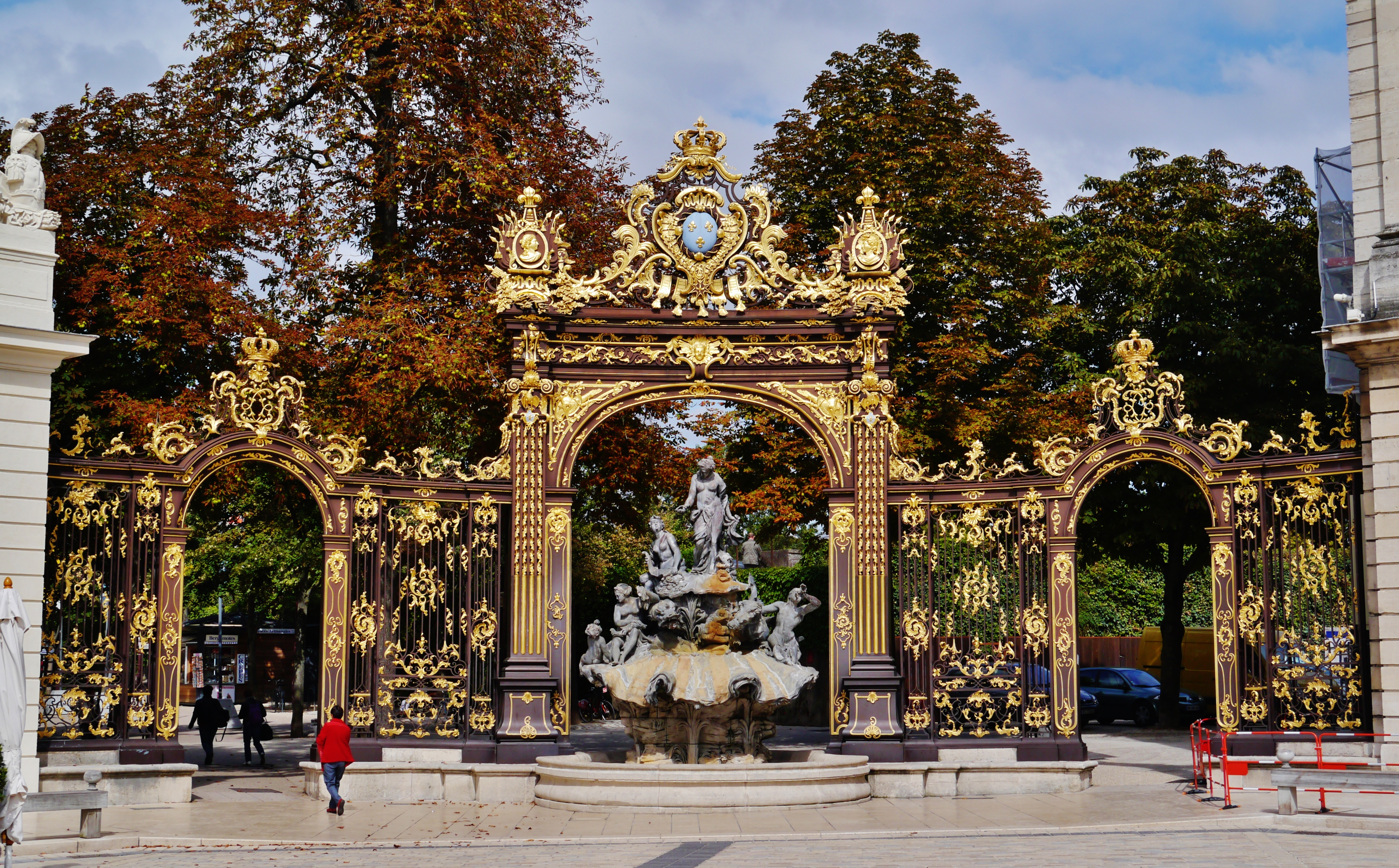
Fontaine d'Amphitrite.
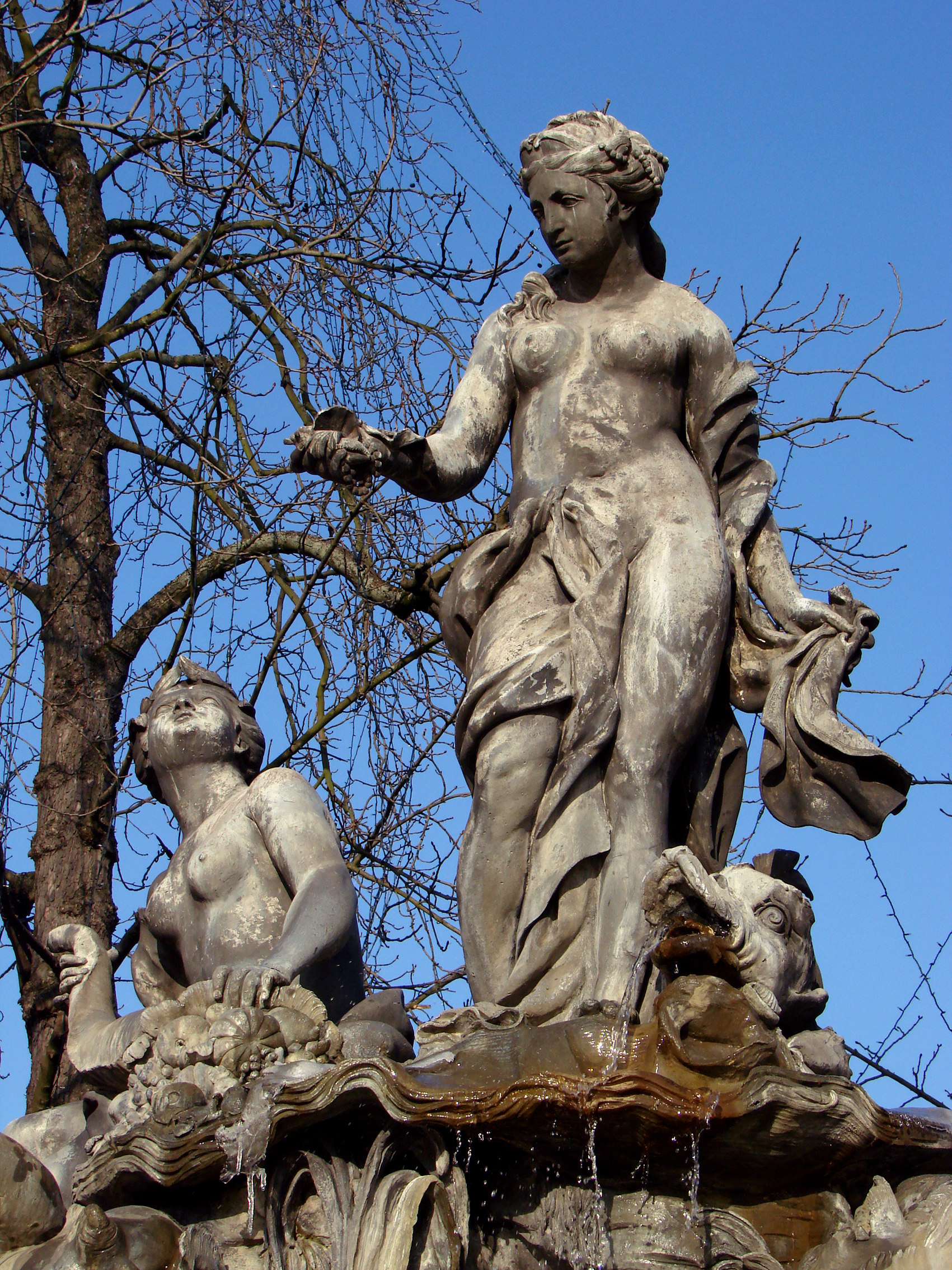
Fontaine d'Amphitrite (détail).

### Grilles
Les grilles réalisées par Jean Lamour, serrurier de Stanislas, sont au nombre de six. Outre les arcs au-dessus des fontaines, elles forment des sortes de portes flamandes à droite et à gauche de l'hôtel de ville et de simples panneaux entre les pavillons bordant les rues Stanislas et Sainte-Catherine. Elles valent à Nancy le surnom de « Ville aux Portes d'Or ».
Lamour utilisera l’ancienne église de la primatiale comme atelier de forge pour les réaliser.
De style art rococo comme les fontaines, elles ont été réalisées en fer battu (aminci au marteau) et dorées à la feuille.
Les ferronneries imitant l'architecture sont courantes au XVIIIe siècle, par exemple les grilles de l'abbatiale Saint-Ouen de Rouen. On retrouve les chiffres du roi Louis XV sur les ouvertures latérales et ses armes décorent l'entablement. Les pilastres supportant la ferronnerie sont ornés de feuilles de chêne symbolisant la force. De nombreux symboles rappellent la France : chapiteaux d'ordre français surplombants les pilastres et décorés d'un coq gaulois regardant un soleil ; fleurs de lys. On retrouve également des rameaux d'olivier.
Les vignettes qui les ornent sont de Dominique Collin (1725-1781). L'une d'elles représente Stanislas visitant l'atelier de l'artiste.

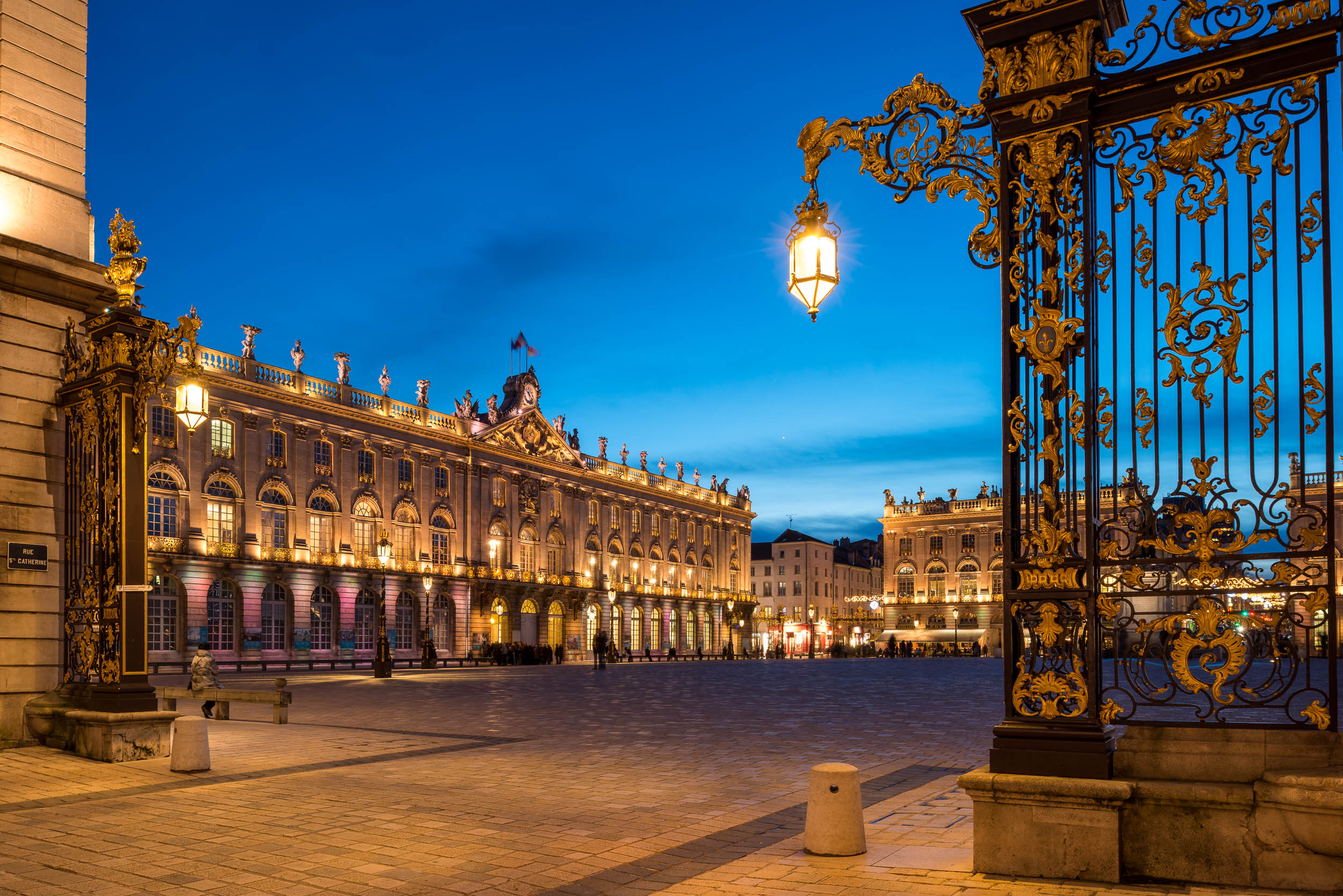
Grilles de la place Stanislas.
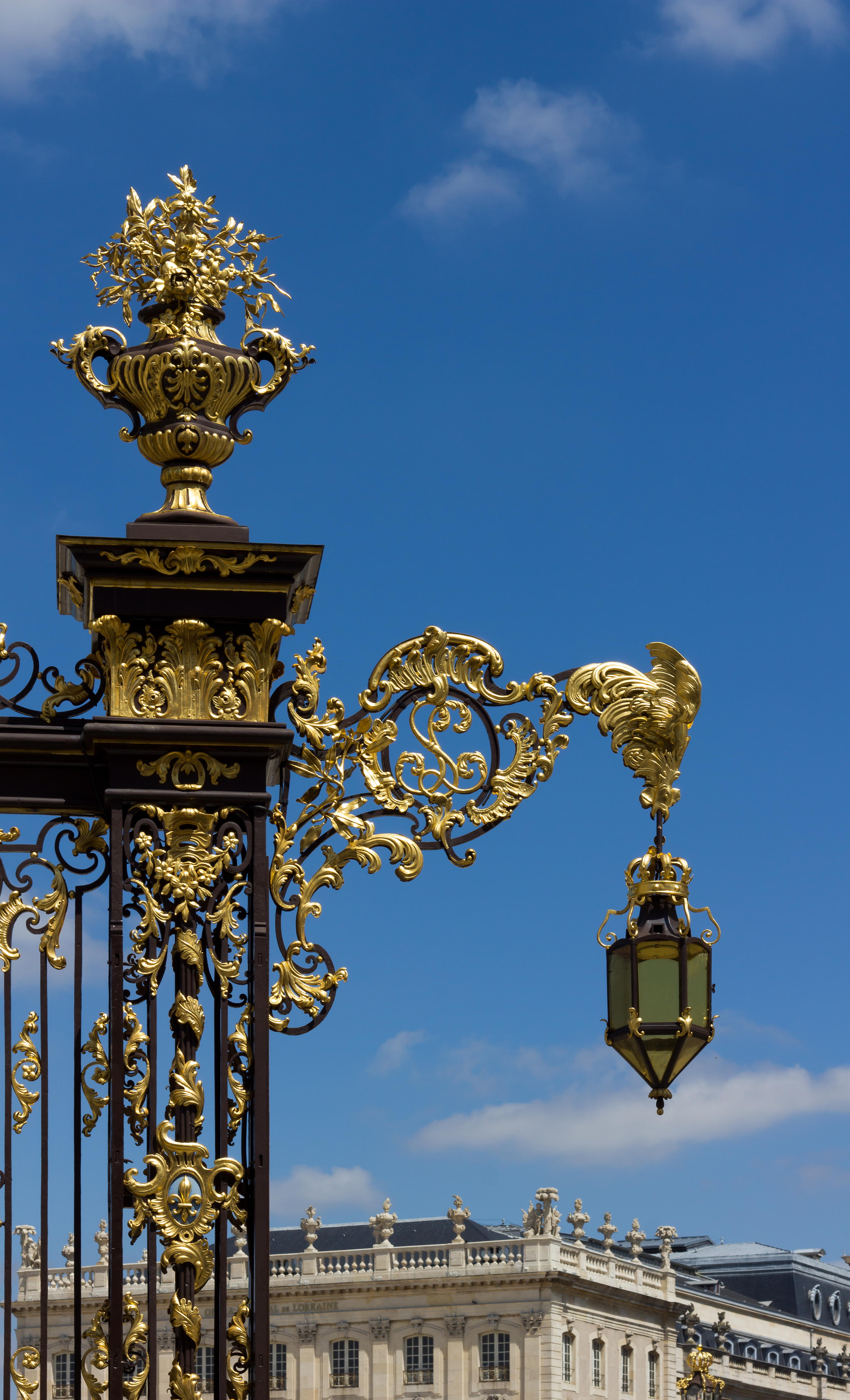
Réverbère.
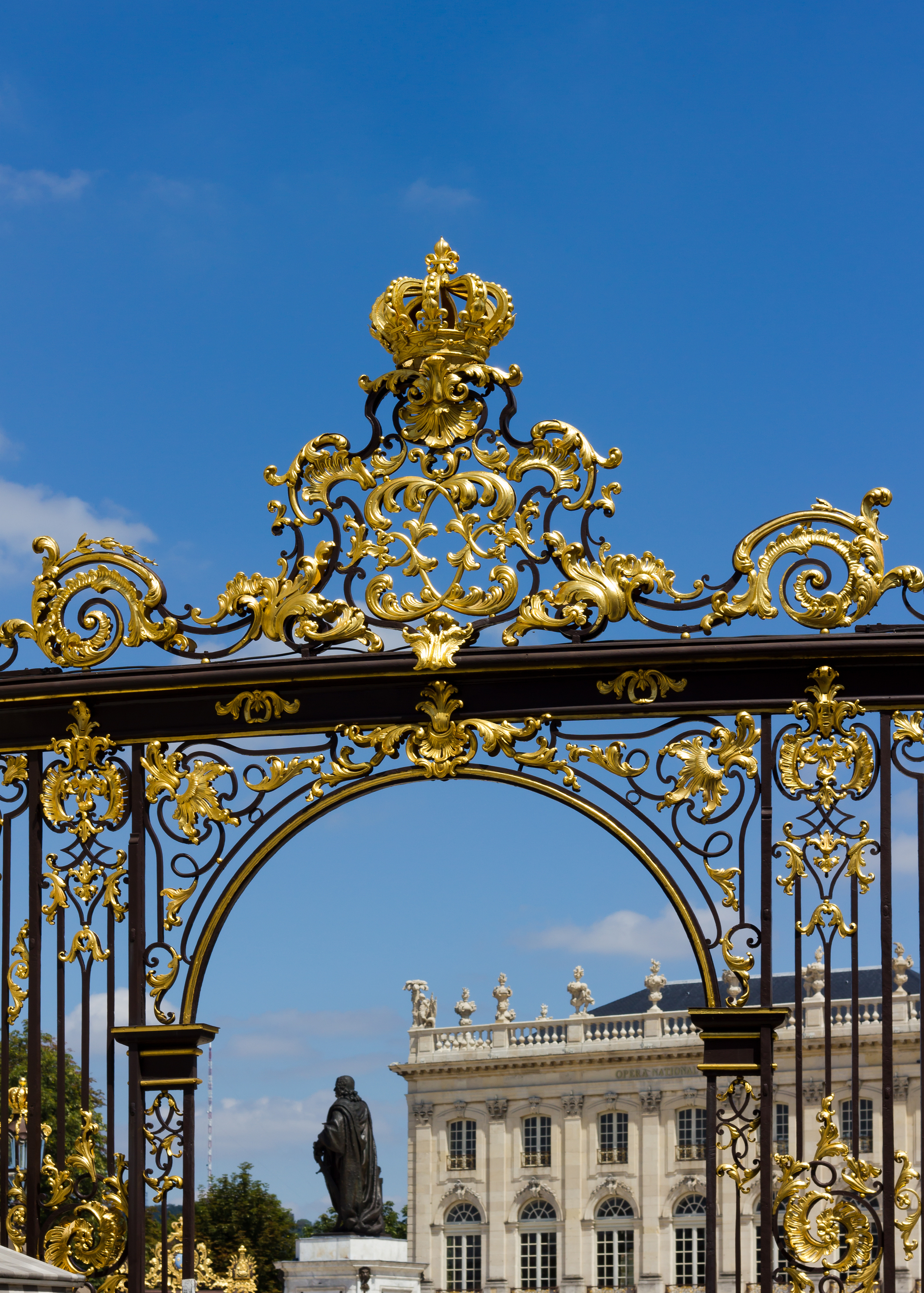
Porte.
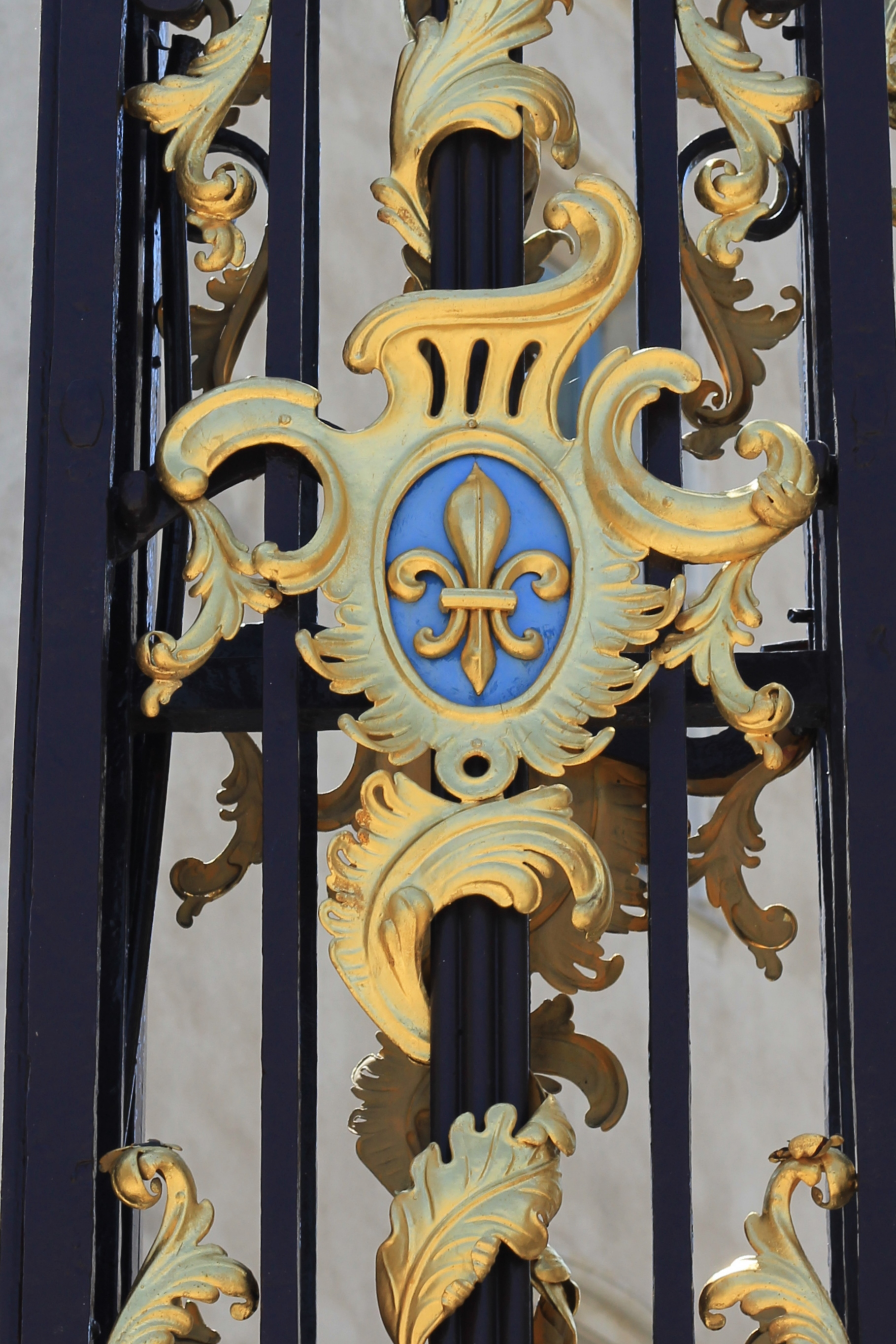
Fleur de Lys
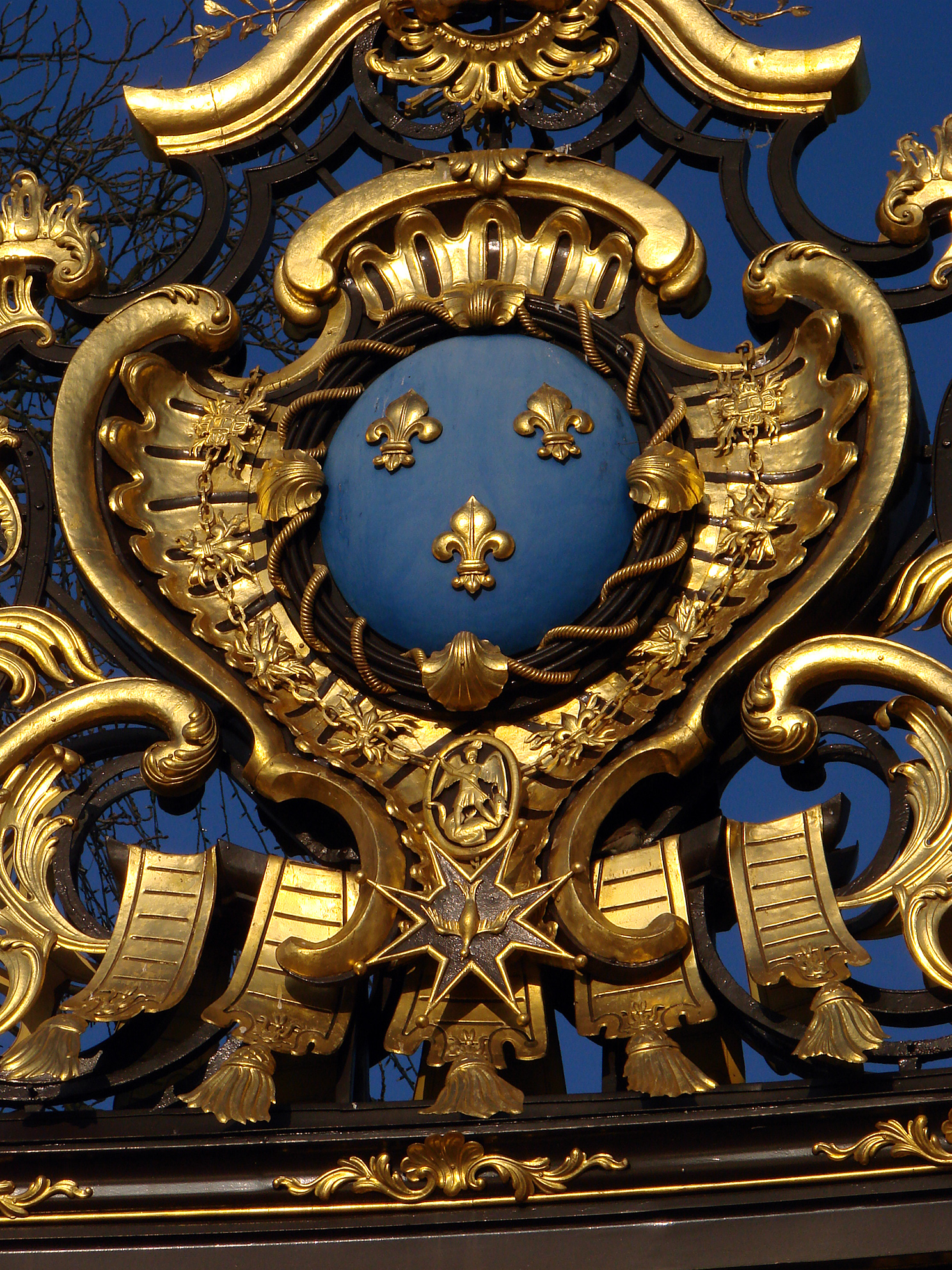
Armes des rois de France

## Exploitation
La place et un certain nombre des bâtiments qui l'entourent sont la propriété de la commune qui est gestionnaire du site. D'après l'Office de tourisme, un million de personnes en moyenne fouleraient la place chaque année.

### Classement
Les grilles et fontaines de la place ont été classées monument historique le 12 juillet 1886, l'arc de triomphe Héré le 27 décembre 1923, l'ensemble du domaine public de la place le 14 mai 2003. Les bâtiments de l'hôtel de ville ont été classés le 12 juillet 1886, l'opéra et le musée des Beaux-Arts en décembre 1923. Les façades et toitures de pavillon Jacquet, de l'hôtel de la Reine, des petits pavillons et des bâtiments de la rue Héré ont été classées en 1928 et 1929.
L'ensemble formé par la place Stanislas, la place de la Carrière et la place d'Alliance est inscrit comme site culturel sur la liste du patrimoine mondial de l'UNESCO. Cette inscription a été proposée le 11 octobre 1982. L'inscription a été rendue effective en 1983 pour les critères (i) : « chef-d'œuvre du génie créateur humain » et (iv) : « exemple éminent d'un type de construction ou d'ensemble architectural ou technologique ou de paysage illustrant une ou des périodes significative(s) de l'histoire humaine ».

### Manifestations
Un certain nombre de manifestations se déroulent traditionnellement sur la place :
- le Livre sur la place (jusqu'en 2004, sur la place de la Carrière depuis) ;
- les 24 heures de Stan (jusqu'en 2004, sur la place de la Carrière depuis) ;
- le jardin éphémère[73], qui s'installe pendant plus d'un mois, au cours duquel la place est temporairement transformée en jardin public ;
- le défilé et la remise des clés de la ville à Saint-Nicolas ;
- un sapin de Noël ;
- des feux d'artifice ;
- des concerts ;
- un spectacle son et lumière : Rendez-vous Place Stanislas (les soirées d'été sur la façade de l'hôtel de ville, depuis 2011 sur trois façades simultanément).

La place Stanislas est aussi le lieu où convergent les Nancéiens en cas d'évènements sportifs (comme la victoire de l'ASNL en coupe de France 1978 ou en coupe de la ligue en 2006 ou la victoire de la coupe du monde lorsque la France a gagné), ou d'évènements nationaux comme les manifestations des 10 et 11 janvier 2015.

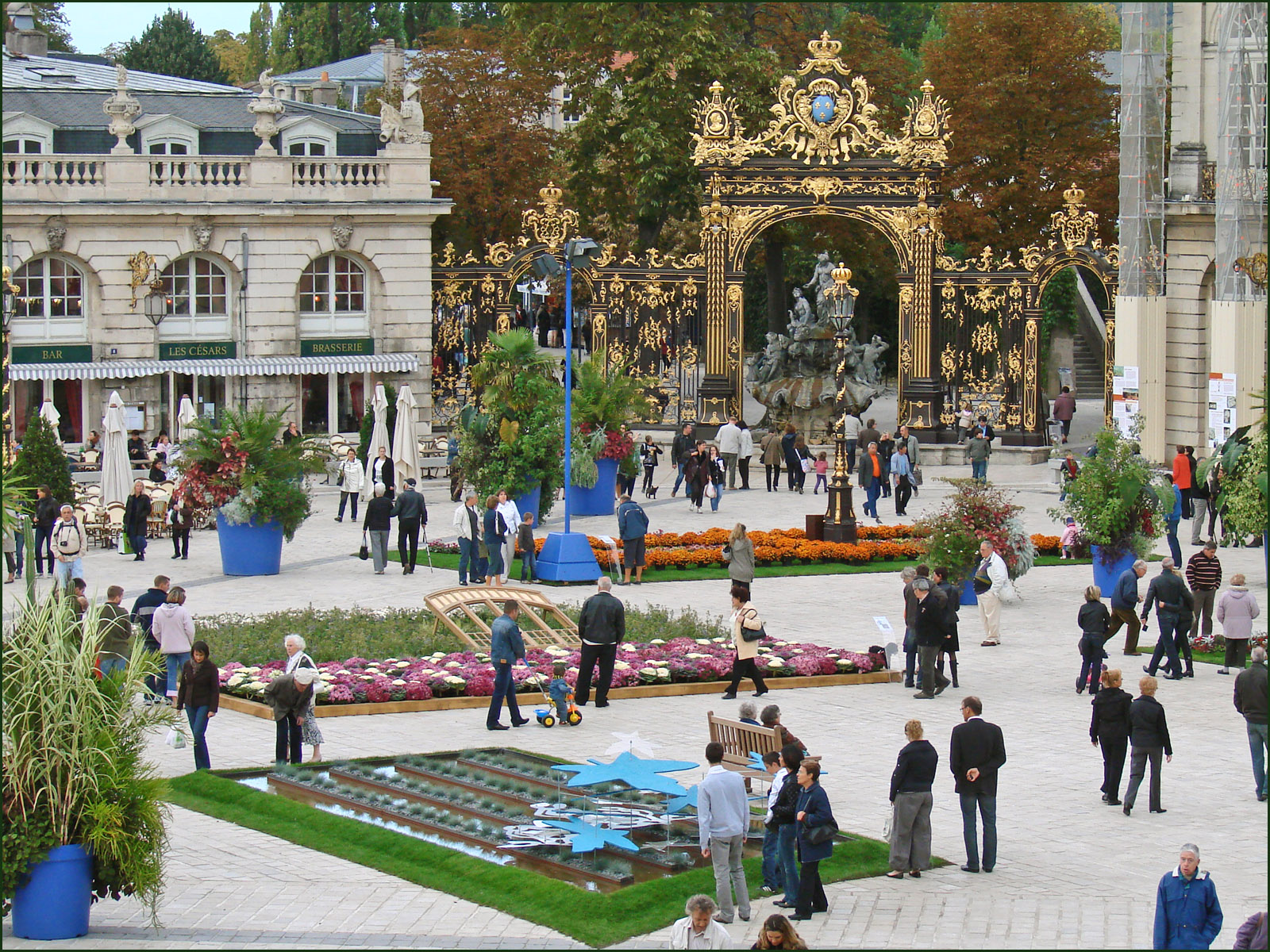
Jardin éphémère en 2009.
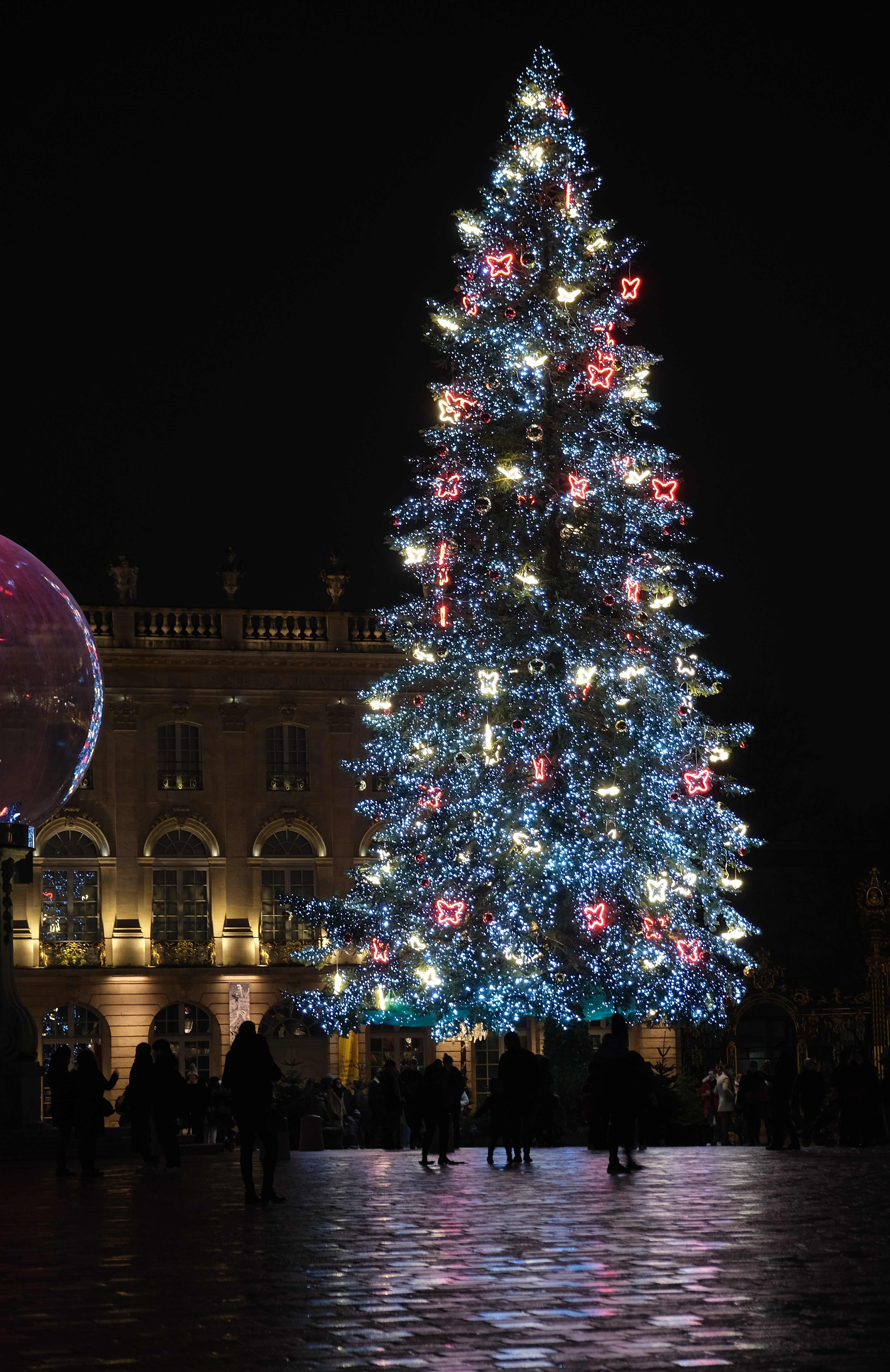
Sapin de Noël 2020.
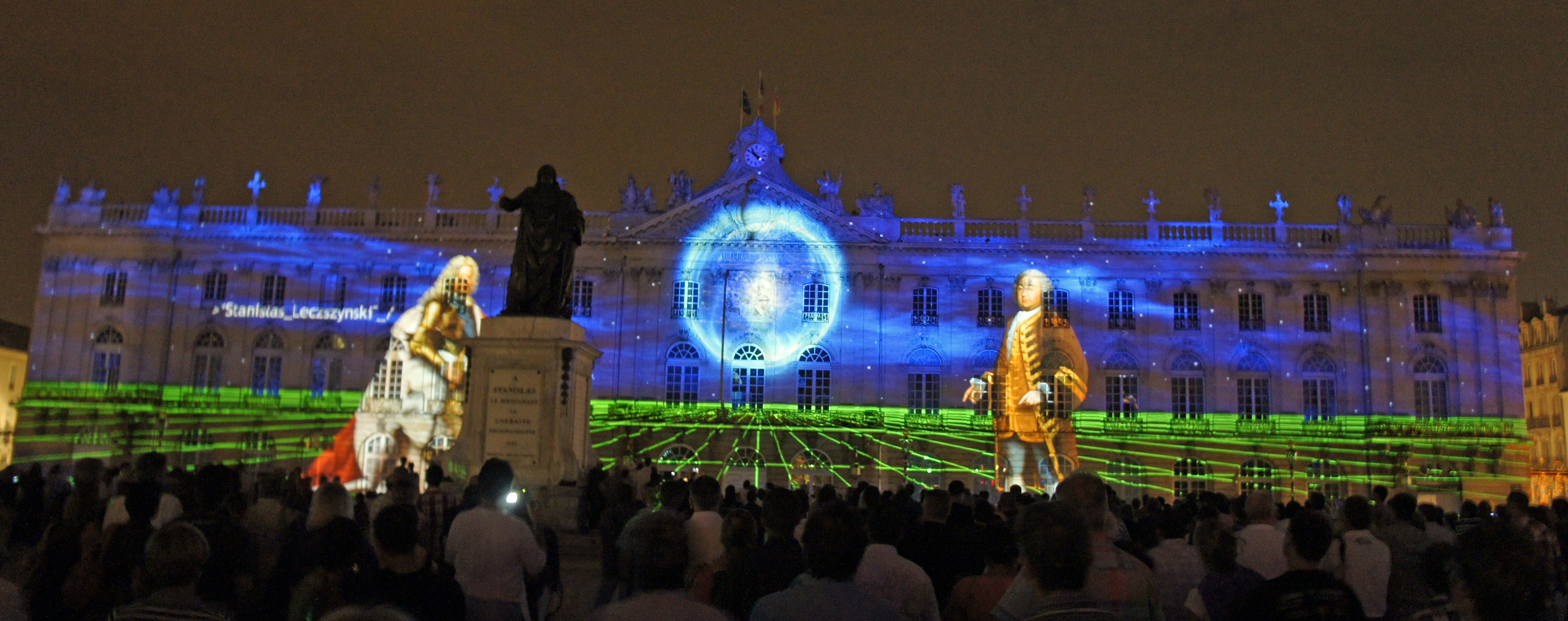
Spectacle son et lumière « Rendez-vous Place Stanislas », 2012.
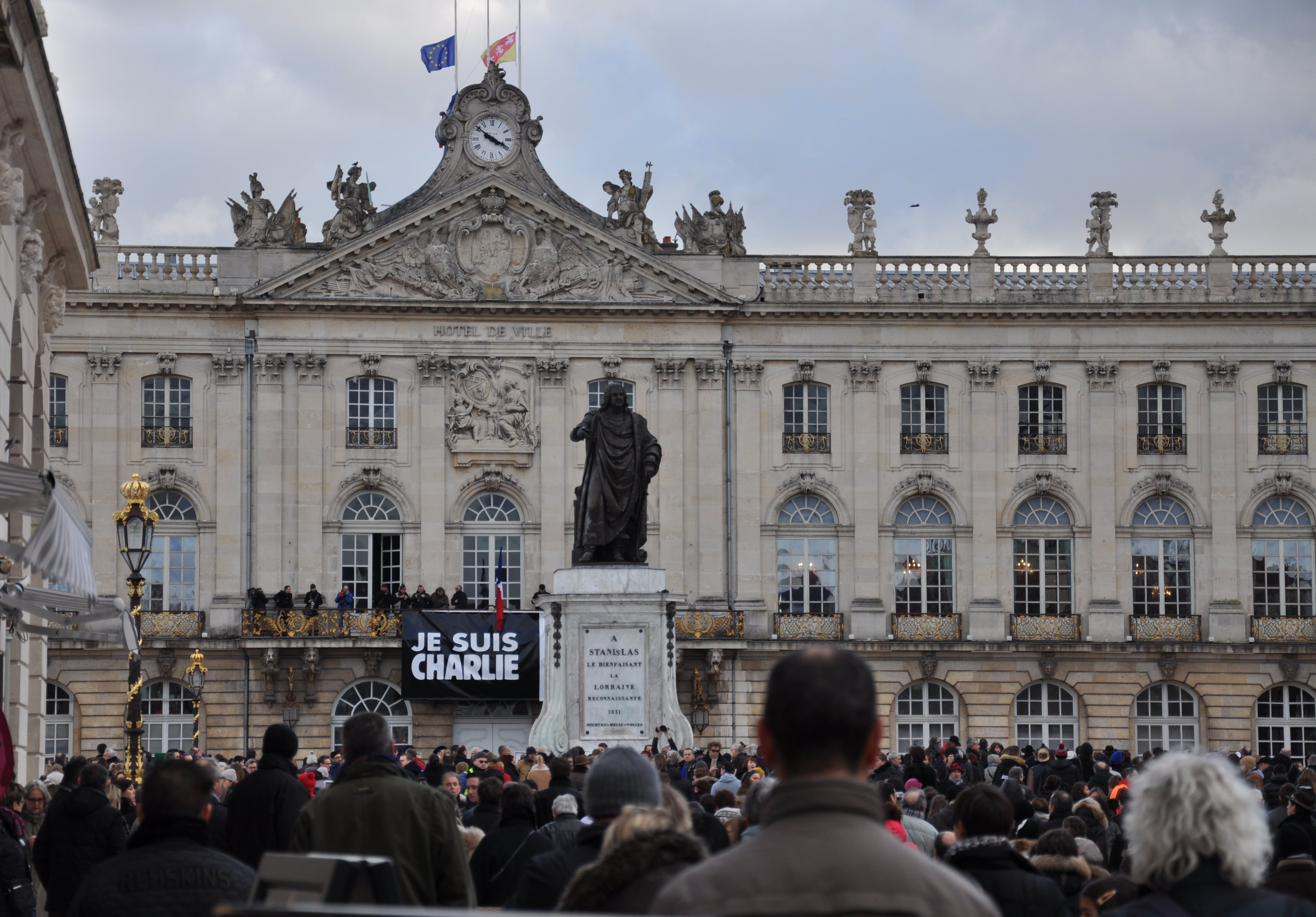
Manifestation place Stanislas le 11 janvier 2015.